# 리처드 닉슨 행정부
리처드 닉슨의 37대 미국 대통령 재임 기간은 1969년 1월 20일 취임식으로 시작하여, 거의 확실한 탄핵과 파면 위기에 직면하여 1974년 8월 9일 사임하면서 끝났다. 이는 미국 대통령 역사상 유일한 경우이다. 그는 스피로 애그뉴가 별개의 부패 스캔들에 연루되어 사임해야 한 후, 부통령으로 임명했던 제럴드 포드에게 계승되었다. 캘리포니아주 출신의 저명한 공화당 당원으로, 1953년부터 1961년까지 드와이트 D. 아이젠하워 대통령 밑에서 두 차례 부통령을 역임했던 닉슨은 1968년 대통령 선거에서 민주당 소속의 현직 부통령 휴버트 험프리와 미국 독립당 후보 조지 월리스를 근소한 차이로 누르고 취임했다. 4년 후, 1972년 대통령 선거에서는 민주당 후보 조지 맥거번을 압도적인 차이로 물리치고 재선에 성공했다. 그는 매우 적극적인 공화당 활동가로서 명성을 쌓았지만, 1972년 압도적인 재선에서는 당파성을 강조하지 않았다.
닉슨의 재임 중 주된 관심사는 외교 정책이었다. 그는 중국과 소련과의 데탕트에 집중하여 양국과의 냉전 긴장을 완화했다. 이러한 정책의 일환으로, 닉슨은 탄도탄 요격미사일 조약과 SALT I, 즉 소련과의 두 가지 획기적인 군비 통제 조약을 체결했다. 닉슨은 현재 진행 중인 베트남 전쟁에서 보였던 직접적인 미국의 개입 대신 간접적인 미국의 지원을 요구하는 닉슨 독트린을 공포했다. 북베트남과의 광범위한 협상 끝에 닉슨은 1973년에 남베트남에서 마지막 미군 병력을 철수시켰고, 같은 해에 병역을 폐지했다. 베트남에 대한 추가적인 미국의 개입 가능성을 막기 위해 의회는 닉슨의 거부권에도 불구하고 전쟁 권한 결의안을 통과시켰다.
국내 문제에서 닉슨은 연방의 권한과 책임을 주 정부로 이양하는 "신연방주의" 정책을 주장했다. 그러나 그는 자신의 목표를 공유하지 않는 민주당 의회에 직면했고, 일부 경우에는 그의 거부권을 무시하고 법안을 제정했다. 닉슨이 제안한 연방 복지 프로그램 개혁안은 의회를 통과하지 못했지만, 의회는 그의 제안 중 일부를 보충적 소득 보장 형태로 채택하여 노인이나 장애인 등 저소득층에게 지원을 제공했다. 닉슨 행정부는 학교 인종 분리에 대해 "소극적인 태도"를 취했지만, 법원의 인종 분리 해제 명령을 집행하고 미국 최초의 적극적 우대조치 계획을 시행했다. 닉슨은 또한 환경보호청 설립을 주재하고 청정대기법과 같은 주요 환경 법안의 통과를 주도했지만, 이 법은 닉슨에 의해 거부되었고 거부권 재의를 통해 통과되었다. 경제적으로 닉슨 재임 기간에는 1970년대 내내 지속될 "스태그플레이션" 시기가 시작되었다.
닉슨은 1972년 대통령 선거 여론조사에서 크게 앞섰지만, 선거 운동 기간 동안 닉슨의 측근들은 야당을 약화시키기 위해 여러 불법적인 작전을 수행했다. 이들은 민주당 전국위원회 본부 침입 사건으로 5명의 강도가 체포되면서 드러났다. 이는 워터게이트 스캔들을 촉발시켰고 의회 조사를 야기했다. 닉슨은 침입 사건과의 관련성을 부인했다. 그러나 침입 사건 직후 닉슨이 강도 사건과 백악관의 관련성을 알고 있었다는 사실을 밝히는 테이프가 공개된 후, 미국 하원은 탄핵 절차를 시작했다. 의회에 의한 해임에 직면한 닉슨은 대통령직에서 사임했다.
일부 학자들은 닉슨이 "자신의 단점에 대해 지나치게 비난받고 덕목에 대해서는 충분히 인정받지 못했다"고 생각하지만, 닉슨은 대체로 역사가와 정치 과학자들의 설문조사에서 평균 이하의 대통령으로 평가된다.

## 1968년 선거

### 공화당 지명
리처드 닉슨은 1953년부터 1961년까지 부통령을 역임했으며, 1960년 대통령 선거에서는 존 F. 케네디에게 패배했다. 1962년, 닉슨은 현직 팻 브라운을 상대로 캘리포니아주의 주지사에 출마했으나 완패하여 언론으로부터 "패배자"라는 낙인이 찍혔다. 이 패배는 그의 경력의 종말로 널리 받아들여졌다. 선거 다음 날 아침 즉흥적으로 한 패배 인정 연설에서 닉슨은 유명하게도 자신의 상대방을 편드는 언론을 비난하며 "신사 여러분, 이것은 저의 마지막 기자회견이니 더 이상 닉슨을 괴롭힐 일은 없을 것입니다"라고 말했다.
패배 후 몇 년 동안 닉슨은 온건파와 보수파 모두에게 호소하는 중요한 당 지도자로 자리매김했다. 닉슨은 1968년 공화당 대통령 후보 지명 경쟁에 뛰어들면서, 민주당이 베트남 전쟁으로 분열되었기 때문에 11월에 공화당이 대통령직을 차지할 좋은 기회가 있다고 확신했지만, 1960년처럼 선거가 근소한 차이로 끝날 것이라고 예상했다. 1968년 공화당 전당대회 1년 전, 당의 대통령 후보 지명 초기 유력 주자는 미시간 주지사 조지 W. 롬니였지만, 롬니의 선거 운동은 베트남 전쟁 문제로 흔들렸다. 닉슨은 초기 경선에서 연이어 승리하면서 확실한 선두 주자로 자리 잡았다. 그의 주요 경쟁자는 많은 보수주의자의 충성을 얻은 캘리포니아 주지사 로널드 레이건과 당 온건파 사이에서 강력한 지지를 받은 뉴욕 주지사 넬슨 록펠러였다.
플로리다주 마이애미비치에서 열린 8월 공화당 전당대회에서 레이건과 록펠러는 닉슨 저지 운동에 힘을 합치는 방안을 논의했지만, 연합은 실현되지 않았고 닉슨은 첫 투표에서 지명을 확보했다. 그는 메릴랜드 주지사 스피로 애그뉴를 러닝메이트로 선택했는데, 닉슨은 이 선택이 북부 온건파와 민주당에 불만을 품은 남부 주민들에게 모두 호소하여 당을 단합시킬 것이라고 믿었다. 애그뉴의 선택은 많은 사람들에게 좋지 않은 반응을 얻었다. 워싱턴 포스트의 사설은 애그뉴를 "고대 로마 황제 칼리굴라가 자신의 말을 집정관으로 임명한 이후 가장 괴상한 정치적 임명"이라고 묘사했다. 수락 연설에서 닉슨은 희망의 메시지를 표명하며 "우리는 모든 사람들에게 우정의 손길을 내밀 것이다... 그리고 우리는 열린 세상, 열린 하늘, 열린 도시, 열린 마음, 열린 정신이라는 목표를 향해 나아갈 것이다"라고 말했다.

### 총선

1968년 선거인단 투표 결과

1967년 초, 대부분의 민주당원들은 린든 B. 존슨 대통령이 재지명될 것이라고 예상했다. 이러한 기대는 베트남 전쟁에 대한 존슨의 정책에 반대하는 운동을 중심으로 캠페인을 벌인 미네소타주 상원의원 유진 매카시에 의해 무너졌다. 매카시는 3월 12일 뉴햄프셔에서 열린 첫 민주당 예비선거에서 존슨에게 근소한 차이로 패배했고, 근소한 결과는 당 기득권층을 놀라게 했으며 뉴욕주 상원의원 로버트 F. 케네디가 경쟁에 뛰어들도록 촉발했다. 2주 후, 존슨은 놀란 국민들에게 두 번째 임기 전체를 위해 재선에 출마하지 않을 것이라고 말했다. 그 후 몇 주 동안, 매카시 캠페인을 진전시켰던 많은 추진력은 케네디에게로 옮겨갔다. 부통령 휴버트 험프리는 자신의 출마를 선언했고, 존슨 지지자들로부터 많은 지지를 얻었다. 케네디는 1968년 6월 시르한 시르한에 의해 암살되었고, 험프리와 매카시가 경쟁에 남은 두 명의 주요 후보가 되었다. 험프리는 시카고에서 열린 8월 민주당 전당대회에서 대통령 후보 지명을 얻었고, 메인주 상원의원 에드먼드 머스키가 그의 러닝메이트로 선택되었다. 컨벤션 홀 밖에서는 베트남 전쟁에 항의하기 위해 모인 수천 명의 젊은 반전 운동가들이 경찰과 격렬하게 충돌했다. 텔레비전으로 전 세계에 생중계된 이 혼란은 험프리 캠페인을 마비시켰다. 컨벤션 이후 노동절 조사에서 험프리는 닉슨에게 20% 이상 뒤지고 있었다.
닉슨과 험프리 외에도, 인종 분리주의자로 목소리를 높였던 전 민주당 주지사 조지 월리스가 미국 독립당 후보로 출마하여 경쟁에 가세했다. 월리스는 선거에서 승리할 희망이 거의 없었지만, 어느 주요 정당 후보에게도 선거인단 투표의 과반수를 얻지 못하게 하여 선거를 하원으로 보내, 분리주의 의원들이 지지를 대가로 양보를 얻어낼 수 있기를 바랐다. 케네디와 마틴 루터 킹 주니어의 암살, 베트남 전쟁에 대한 불만, 민주당 전당대회에서의 소요 사태, 그리고 여러 도시에서 일어난 일련의 도시 폭동이 겹쳐 1968년은 10년 중 가장 격동적인 해가 되었다. 한 해 내내 닉슨은 전국적인 불안과 격변의 시기에 자신을 안정의 상징으로 묘사했다. 그는 1960년대 반문화와 반전 시위자들을 싫어하는 사회적으로 보수적인 미국인들의 "침묵하는 다수"에게 호소했다. 닉슨은 유명한 텔레비전 광고 캠페인을 벌였고, 카메라 앞에서 지지자들과 만났다. 그는 베트남 전쟁에서 "명예로운 평화"를 약속했지만, 이 목표를 어떻게 달성할지에 대한 구체적인 내용은 밝히지 않아 언론으로부터 "비밀 계획"을 가지고 있을 것이라는 암시를 받았다.
험프리의 여론조사 지지율은 캠페인 마지막 몇 주 동안 존슨의 베트남 정책과 거리를 두면서 개선되었다. 존슨은 선거 일주일 전 북베트남과의 평화 협정을 체결하려고 했으나, 닉슨 캠페인이 공화당의 저명한 중국계 미국인 후원자인 애나 첸놀을 동원하여 존슨 행정부와 남베트남 사이의 진행 중인 협상을 방해했는지 여부에 대한 논란이 남아있다. 닉슨의 개입 여부와 관계없이 평화 회담은 선거 직전에 결렬되어 험프리의 모멘텀을 약화시켰다.
선거일, 닉슨은 험프리를 약 50만 표 차이로 이겼으며, 득표율은 43.4% 대 42.7%였다. 월리스는 13.5%를 득표했다. 닉슨은 험프리 191표, 월리스 46표에 비해 301명의 선거인단 투표를 확보했다. 닉슨은 전통적으로 민주당을 지지했던 많은 백인 소수 민족 및 남부 백인 유권자들의 지지를 얻었지만, 아프리카계 미국인 유권자들 사이에서는 지지 기반을 잃었다. 승리 연설에서 닉슨은 그의 행정부가 분열된 국가를 통합하기 위해 노력할 것이라고 다짐했다. 닉슨의 승리에도 불구하고, 공화당은 동시에 치러진 의회 선거에서 하원이나 상원 모두에서 다수당을 차지하지 못했다.

## 행정부

### 내각

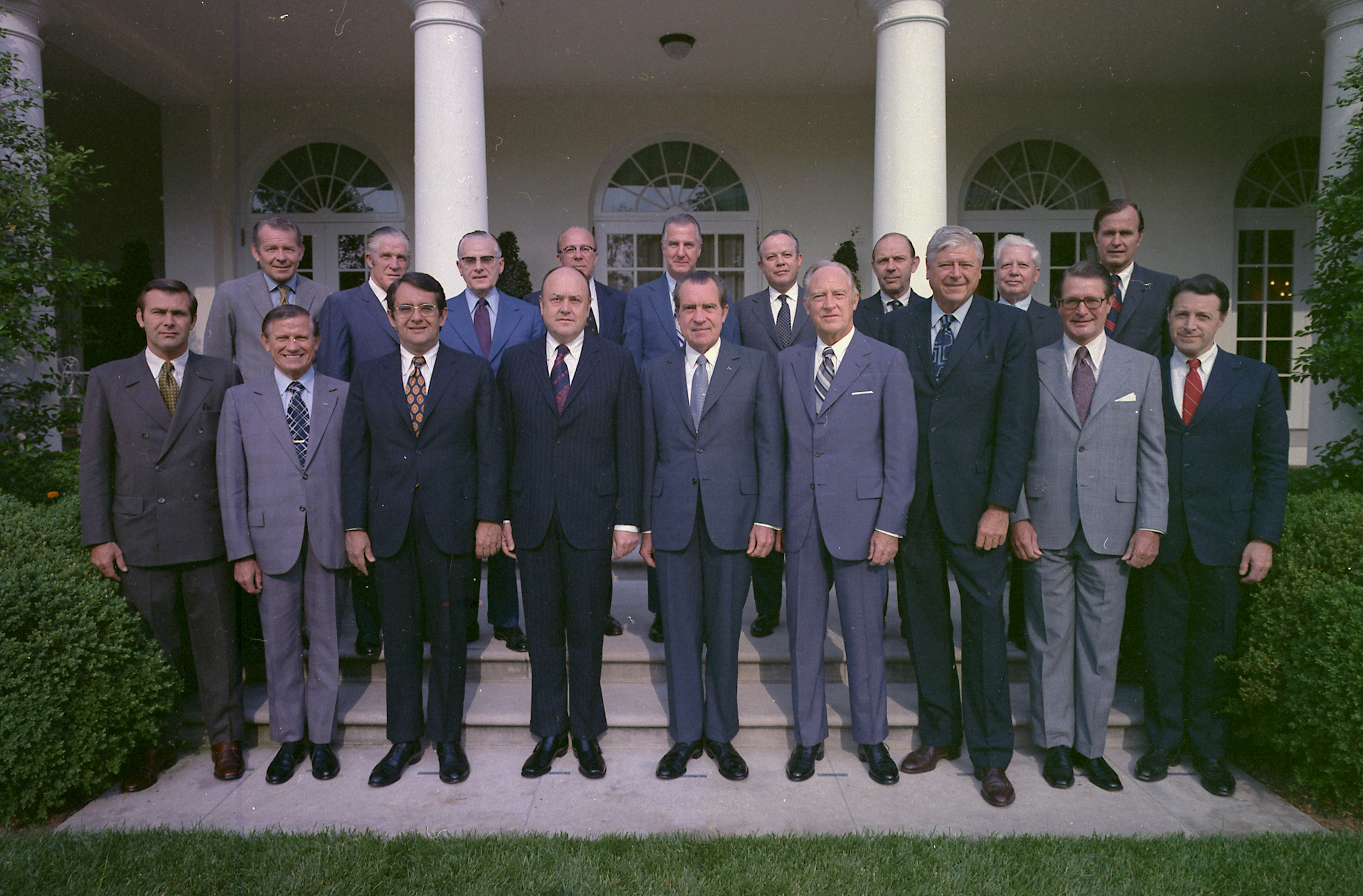
닉슨 대통령과 그의 내각이 1972년 6월 백악관에서 포즈를 취하고 있다.

대통령 재임 기간 동안 주요 결정에 대해 닉슨은 내각보다는 대통령실에 의존했다. H. R. 홀더먼 비서실장과 존 얼릭먼 고문은 국내 문제에 관한 그의 가장 영향력 있는 두 보좌관으로 부상했으며, 다른 직원들과의 닉슨의 상호 작용 대부분은 홀더먼을 통해 이루어졌다. 닉슨 재임 초기에는 보수주의 경제학자 아서 F. 번스와 자유주의자였던 전 존슨 행정부 관리 대니얼 패트릭 모이니핸이 중요한 고문 역할을 했지만, 둘 다 1970년 말까지 백악관을 떠났다. 보수주의 변호사 찰스 콜슨도 1969년 말 행정부에 합류한 후 중요한 고문으로 떠올랐다. 다른 많은 내각 구성원들과 달리, 존 N. 미첼 법무장관은 백악관에서 영향력을 행사했고, 미첼은 대법원 후보자 물색을 이끌었다. 외교 문제에서 닉슨은 국가안보보좌관 헨리 키신저가 이끄는 국가안전보장회의의 중요성을 강화했다. 닉슨의 첫 국무장관인 윌리엄 P. 로저스는 재임 기간 동안 대체로 소외되었고, 1973년에 키신저가 국가안보보좌관직을 계속 유지하면서 로저스의 뒤를 이어 국무장관이 되었다. 닉슨은 예산국을 더욱 강력한 관리예산실로 재편하여 행정 권한을 백악관에 더욱 집중시켰다. 그는 또한 국내 정책을 조정하고 수립하는 책임을 맡은 국내위원회를 창설했다. 닉슨은 정보 기관에 대한 통제를 중앙집권화하려 했지만, J. 에드거 후버 FBI 국장의 반발 등으로 대체로 성공하지 못했다.
백악관에 권력을 집중시켰음에도 불구하고, 닉슨은 환경 정책과 같이 자신이 크게 관심이 없는 분야에서는 내각 관료들에게 국내 정책 설정에 있어 상당한 재량권을 허용했다. 1970년 고위 보좌관들에게 보낸 메모에서 그는 범죄, 학교 통합, 경제 문제를 제외한 국내 분야에서는 "우리가 큰 돌파구를 마련하거나 큰 실패를 겪을 때만 관심이 있다. 그렇지 않으면 나를 귀찮게 하지 마라"고 밝혔다. 닉슨은 전 캠페인 경쟁자 조지 W. 롬니를 주택 및 도시 개발부 장관으로 영입했지만, 롬니와 존 볼프 교통부 장관은 닉슨이 각 부서의 예산을 삭감하려 하면서 빠르게 총애를 잃었다. 닉슨은 여성이나 아프리카계 미국인 내각 관료를 임명하지 않았지만, 민권 운동 지도자 휘트니 영에게 내각 자리를 제안하기도 했다. 닉슨의 초기 내각은 조지 프랫 슐츠와 엘리엇 리처드슨을 제외하고는 아이비 리그 졸업생 수가 이례적으로 적었으며, 이들은 닉슨 재임 기간 동안 각각 세 개의 다른 내각 직책을 맡았다. 닉슨은 험프리나 사전트 슈라이버와 같은 저명한 민주당원을 자신의 행정부에 영입하려고 시도했지만, 1971년 초 텍사스 주지사를 지낸 존 코널리가 재무장관이 되기 전까지는 성공하지 못했다. 코널리는 내각의 가장 강력한 구성원 중 한 명이 되었고 행정부의 경제 정책을 조율했다.
1973년 워터게이트 스캔들이 드러나자 닉슨은 홀더먼, 얼릭먼, 그리고 미첼의 후임 법무장관인 리처드 클라인딘스트의 사임을 수락했다. 홀더먼의 뒤를 이어 알렉산더 헤이그가 백악관에서 닉슨 재임 마지막 몇 달 동안 지배적인 인물이 되었다. 내각의 마지막 생존자였던 키신저는 2023년 11월에 사망했으며, 닉슨 자신은 1994년 4월에 사망했다.

### 부통령직
1973년 중반 워터게이트 사건이 뜨거워지면서, 스피로 애그뉴 부통령은 볼티모어 카운티, 메릴랜드의 공무원, 건축가, 엔지니어, 포장 계약자들의 부패 조사와는 무관한 조사의 대상이 되었다. 그는 볼티모어 카운티 최고 행정관, 그리고 메릴랜드 주지사와 부통령을 역임하는 동안 계약을 대가로 리베이트를 받은 혐의로 기소되었다.
1973년 10월 10일, 애그뉴는 탈세 혐의에 대해 유죄를 인정하지 않는 항변을 했고, 존 캘훈 이후 두 번째로 부통령직에서 사임했다. 닉슨은 수정헌법 제25조에 따른 권한을 사용하여 제럴드 포드를 부통령으로 지명했다. 존경받는 포드는 의회 인준을 거쳐 1973년 12월 6일 취임했다. 이는 부통령직의 임기 중 공석이 채워진 첫 사례였다. 오클라호마주 출신의 하원 의장 칼 앨버트는 57일 동안 공석이었던 대통령 계승 순위에서 다음 순위에 있었다.

## 사법부 임명

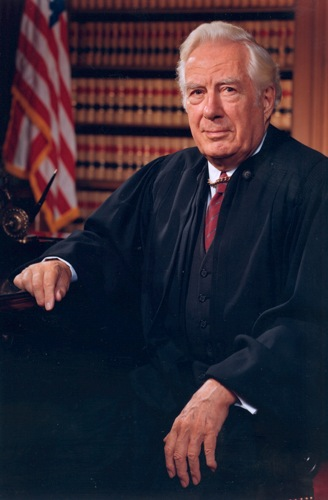
닉슨은 1969년 5월 워런 E. 버거를 미국 대법원장으로 지명했다. 버거는 1969년 6월 9일 미 상원에서 74대 3표로 인준되었다.

닉슨은 재임 기간 동안 대법원에 네 명의 판사를 성공적으로 임명하여, 자유주의적인 워런 법원 시대 이후 법원을 더욱 보수적인 방향으로 전환시켰다. 닉슨은 한 자리가 공석인 상태에서 취임했는데, 상원이 얼 워런 대법원장의 은퇴에 따라 존슨 대통령이 에이브 포터스 부판사를 후임으로 지명한 것을 거부했기 때문이었다. 취임 몇 달 후 닉슨은 연방 항소법원 판사 워런 E. 버거를 워런의 후임으로 지명했고, 미 상원은 그를 신속하게 인준했다. 1969년 포터스가 재정가 루이스 울프슨으로부터 보상을 받은 것에 대해 존 N. 미첼 법무장관과 다른 공화당원들의 압력으로 부분적으로 사임한 후 또 다른 공석이 발생했다. 포터스를 대체하기 위해 닉슨은 남부 연방 항소법원 판사 클레멘트 헤인스워스와 G. 해럴드 카스웰을 잇달아 지명했지만, 둘 다 상원에서 거부되었다. 닉슨은 이어서 연방 항소법원 판사 해리 블랙먼을 지명했고, 그는 1970년에 상원에서 인준되었다.
휴고 블랙과 존 마셜 할런 2세의 은퇴로 1971년 말 대법원에 두 자리가 공석이 되었다. 닉슨의 지명자 중 한 명인 기업 변호사 루이스 F. 파월 주니어는 쉽게 인준되었다. 닉슨의 다른 1971년 대법원 지명자인 윌리엄 렌퀴스트 법무차관보는 자유주의 상원의원들로부터 상당한 저항에 직면했지만, 그는 결국 인준되었다. 버거, 파월, 렌퀴스트는 모두 법원에서 보수적인 판결 기록을 남겼지만, 블랙먼은 재임 기간 동안 좌파로 이동했다. 렌퀴스트는 나중에 1986년에 버거의 뒤를 이어 대법원장이 되었다. 닉슨은 총 231명의 연방 판사를 임명했는데, 이는 프랭클린 D. 루스벨트가 세운 이전 기록인 193명을 넘어선 것이었다. 네 명의 대법원 판사 임명 외에도 닉슨은 미국 항소법원에 46명, 미국 지방법원에 181명의 판사를 임명했다.

## 국내 문제

### 경제
| 회계 연도 | 수입   | 지출   | 흑자/ 적자 | GDP     | GDP 대비 부채 비율 |
| --------- | ------ | ------ | ---------- | ------- | ------------------ |
| 1969      | 186.9  | 183.6  | 3.2        | 980.3   | 28.4               |
| 1970      | 192.8  | 195.6  | −2.8       | 1,046.7 | 27.1               |
| 1971      | 187.1  | 210.2  | −23.0      | 1,116.6 | 27.1               |
| 1972      | 207.3  | 230.7  | −23.4      | 1,216.3 | 26.5               |
| 1973      | 230.8  | 245.7  | −14.9      | 1,352.7 | 25.2               |
| 1974      | 263.2  | 269.4  | −6.1       | 1,482.9 | 23.2               |
| 1975      | 279.1  | 332.3  | −53.2      | 1,606.9 | 24.6               |
| 참조      | [ 54 ] | [ 54 ] | [ 54 ]     | [ 55 ]  | [ 56 ]             |

닉슨이 1969년 1월 취임했을 때, 인플레이션율은 한국 전쟁 이후 최고치인 4.7%에 달했다. 존슨의 위대한 사회 프로그램과 베트남 전쟁 노력은 큰 예산 적자를 초래했다. 실업률은 거의 없었지만, 이자율은 1세기 만에 최고치를 기록했다. 닉슨의 주요 경제 목표는 인플레이션을 줄이는 것이었고, 가장 확실한 방법은 전쟁을 끝내는 것이었다. 전쟁이 계속되자 행정부는 인플레이션 문제를 해결하기 위해 통화 공급 증가를 제한하는 정책을 채택했다. 1970년 2월, 연방 지출을 줄이려는 노력의 일환으로 닉슨은 연방 공무원 임금 인상을 6개월 연기했다. 나라의 우편 노동자들이 파업에 들어가자, 그는 군대를 동원하여 우편 시스템을 유지시켰다. 결국 정부는 우편 노동자들의 임금 요구를 수용하여, 일부 원하는 예산 균형을 무효화했다.
1969년 12월, 닉슨은 물가 상승 요인이 있음에도 불구하고 다소 마지못해 1969년 세금 개혁법에 서명했다. 이 법은 공제를 이용하여 세금을 회피하는 부유층에게 적용되는 최소 납세 제도를 확립했다. 1970년, 의회는 대통령에게 임금과 물가 통제 권한을 부여했지만, 민주당 의회 지도부는 닉슨이 평생 그러한 통제에 반대했음을 알고 있었기 때문에 닉슨이 실제로 그 권한을 사용할 것이라고 예상하지 않았다. 1971년 8월까지 인플레이션이 해결되지 않고 선거의 해가 다가오자, 닉슨은 캠프 데이비드에서 경제 고문 회의를 소집했다. 그는 임시 임금 및 물가 통제를 발표하고, 달러를 다른 통화에 대해 변동시키고, 달러의 금태환을 중단했다. 닉슨의 통화 정책은 사실상 미국을 금본위제에서 벗어나게 했고, 전후 국제 고정 환율 제도인 브레턴우즈 체제를 종식시켰다. 닉슨은 이 시스템이 미국의 무역 수지에 부정적인 영향을 미친다고 믿었다. 미국은 1971년에 20세기 들어 처음으로 무역 수지 적자를 경험했다. 볼스는 "자신을 인플레이션 퇴치라는 정책과 동일시함으로써 닉슨은 민주당 반대자들이 자신을 비판하기 어렵게 만들었다. 그의 반대자들은 자신들이 고안했지만 대통령이 자기 것으로 만든 정책 외에 다른 대안을 제시할 수 없었다"고 지적한다. 닉슨의 정책은 1972년 인플레이션을 억제했지만, 그 여파는 그의 두 번째 임기와 포드 행정부 내내 인플레이션에 기여했다.
닉슨이 두 번째 임기를 시작했을 때, 경제는 주식 시장 붕괴, 인플레이션 급등, 그리고 1973년 석유 위기로 어려움을 겪고 있었다. 물가 통제를 허용하는 법안이 4월 30일에 만료될 예정이었을 때, 상원 민주당 코커스는 모든 이윤, 이자율, 물가에 대해 90일간 동결할 것을 권고했다. 닉슨은 1973년 6월, 1971년 계획을 재현하며 식료품 가격이 상승하자 다시 물가 통제를 부과했다. 이번에는 농산물 수출에 초점을 맞추고 동결 기간을 60일로 제한했다. 물가 통제는 강력한 노동조합보다 물가 통제 관료주의를 선호하는 대중과 기업인들에게 인기가 없었다. 그러나 기업주들은 이제 통제를 일시적이 아니라 영구적인 것으로 보았고, 소규모 기업들의 자발적인 준수율이 감소했다. 통제와 그에 따른 식량 부족—정육점에서 고기가 사라지고 농부들이 손해를 보느니 닭을 익사시키는 등—은 더 많은 인플레이션을 부추길 뿐이었다. 인플레이션을 억제하는 데 실패했음에도 불구하고 통제는 서서히 해제되었고, 1974년 4월 30일에는 법적 권한이 만료되었다. 닉슨이 취임한 시점부터 1974년 8월 사임까지, 실업률은 3.5%에서 5.6%로 상승했고, 인플레이션율은 4.7%에서 8.7%로 증가했다. 관찰자들은 실업과 인플레이션의 바람직하지 않은 조합에 대해 "스태그플레이션"이라는 새로운 용어를 만들었는데, 이 현상은 닉슨이 퇴임한 후 더욱 심화될 것이었다.

### 사회 프로그램

#### 복지

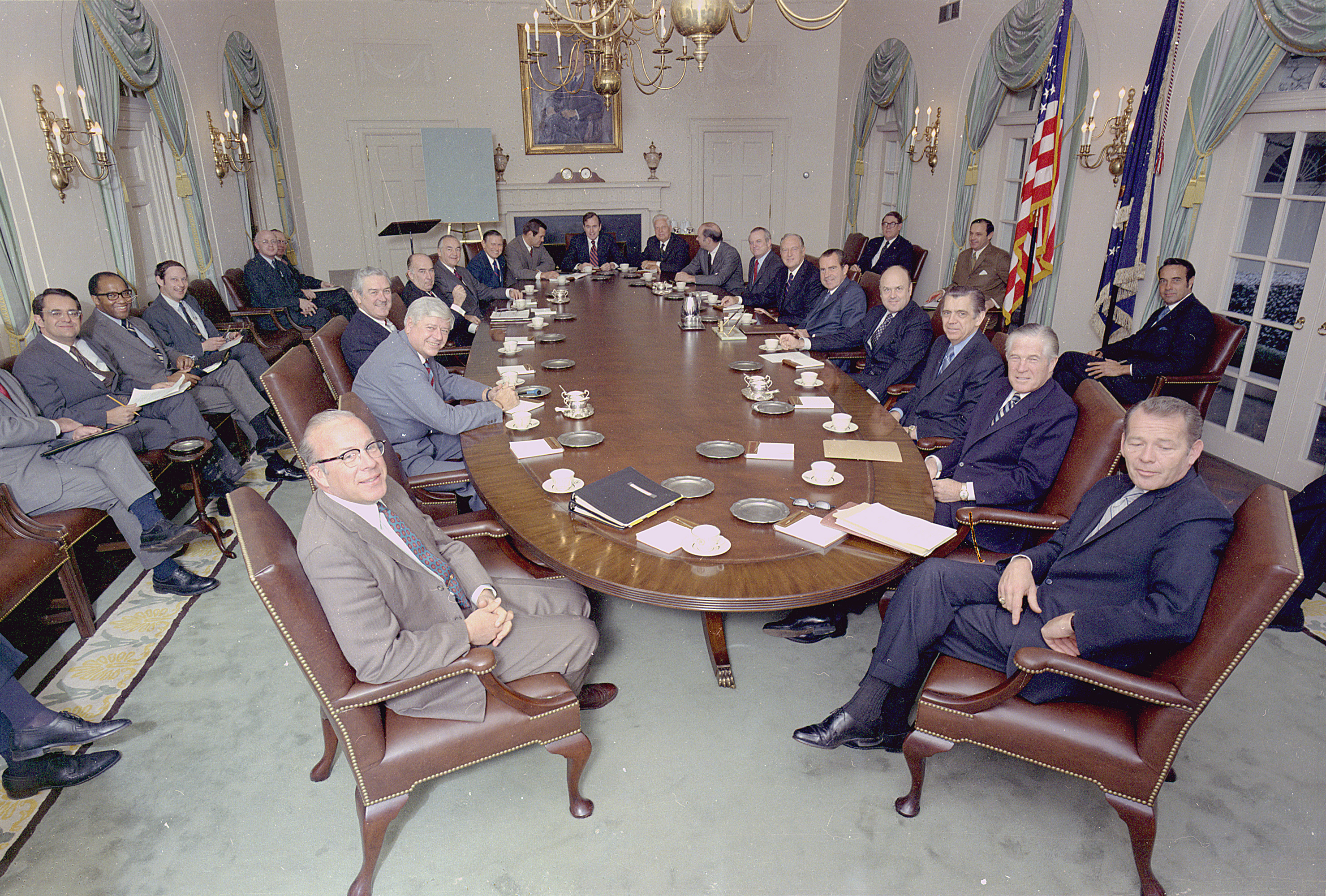
1971년 3월 백악관 내각실에서 닉슨 대통령과 그의 내각.

1968년 캠페인에서 닉슨의 주요 공약 중 하나는 그가 "복지 문제"라고 묘사한 것을 해결하는 것이었다. 부양 아동 가구 지원 프로그램에 등록된 개인의 수는 1960년 3백만 명에서 1970년 840만 명으로 증가하여 빈곤율 감소에 기여했다. 그러나 많은 미국인, 특히 보수주의자들은 복지 프로그램이 개인이 고용을 찾는 것을 막는다고 믿었다. 보수주의자들은 또한 과도한 복지 혜택을 받는다고 주장되는 "복지 여왕"을 조롱했다. 취임 후 닉슨은 대니얼 패트릭 모이니핸의 지도 아래 도시 문제 위원회를 설립하여 복지 개혁 제안을 개발했다. 모이니핸의 제안은 복지 프로그램을 음의 소득세로 대체하는 것을 중심으로 했는데, 이는 모든 미국인에게 최소 소득을 보장하는 것이었다. 닉슨은 이 제안에 깊이 관여했으며, 아서 번스와 다른 보수주의자들의 반대에도 불구하고 모이니핸의 계획을 자신의 첫 재임 기간의 중심 입법 제안으로 채택했다. 1969년 8월 텔레비전 연설에서 닉슨은 4인 가족에게 연간 1600달러의 국가 최저 소득을 설정할 가족 지원 계획 (FAP)을 제안했다.
FAP에 대한 대중의 반응은 매우 호의적이었지만, 제안서 작성에 의회의 참여가 부족했던 부분적으로는 의회에서 강력한 반대에 직면했다. 많은 보수주의자들은 국가 소득 최저액 설정에 반대했고, 많은 자유주의자들은 최저액이 너무 낮다고 믿었다. FAP는 하원을 통과했지만, 1970년 5월 상원 재정위원회에서 법안은 통과되지 못했다. 닉슨의 전반적인 제안은 실패했지만, 의회는 FAP의 한 측면을 채택하여, 노인이나 장애인 등 저소득층에게 지원을 제공하는 보충적 소득 보장 프로그램을 설립하기로 결정했다.
존슨의 위대한 사회와 그에 수반되는 연방 관료주의의 많은 부분을 해체하기로 결정한 닉슨은 경제기회실, 잡 코어, 모델 도시 프로그램을 포함한 여러 프로그램을 폐지하거나 재정 지원을 중단했다. 닉슨은 주 및 지방 선출직 공무원에게 권력을 이양하는 "신연방주의"를 주장했지만, 의회는 이러한 아이디어에 반대했고, 그 중 일부만 법으로 제정했다. 닉슨 재임 기간 동안 사회 보장, 메디케어, 메디케이드에 대한 지출은 모두 급격히 증가했다. 사회 보험 프로그램에 대한 총 지출은 1969년 273억 달러에서 1975년 674억 달러로 증가했으며, 빈곤율은 1968년 12.8%에서 1973년 11.1%로 감소했다.

#### 의료 서비스
1970년 8월, 민주당 상원의원 테드 케네디는 세금으로 자금을 조달하고 비용 분담이 없는 단일 지불자 보편적 의료 보장 시스템을 구축하는 법안을 발의했다. 1971년 2월, 닉슨은 의료 개혁의 보다 제한적인 패키지를 제안했는데, 여기에는 직원이 보험료의 25%를 지불하기로 자원할 경우 민간 건강 보험을 제공하는 고용주 의무 보험 제도, 부양 자녀가 있는 빈곤 가족을 위한 메디케이드의 연방화, 그리고 건강유지조직(HMO)에 대한 지원이 포함되었다. 닉슨은 이러한 시장 기반 시스템이 "민간 시스템의 강점을 활용할 것"이라고 주장했다. 하원과 상원 모두 1971년에 국민 건강 보험에 대한 청문회를 개최했지만, 어느 위원회에서도 법안은 나오지 않았다. 1972년 10월, 닉슨은 1972년 사회 보장 수정 법안에 서명하여, 2년 이상 심한 장애를 겪었거나 말기 신장 질환을 앓고 있는 65세 미만 사람들에게 메디케어 적용 범위를 확대하고, 메디케어 파트 A의 급여세율을 점진적으로 인상했다. 1973년 12월, 그는 1973년 건강유지조직법에 서명하여, HMO 개발을 촉진하고 장려하기 위한 시범 연방 프로그램을 구축했다.
1974년에는 건강보험 개혁에 대한 새로운 움직임이 있었다. 1월, 마사 그리피스와 제임스 C. 코먼 의원은 AFL-CIO와 UAW가 지원하는, 비용 분담 없이 포괄적인 혜택을 제공하는 보편적 국민 건강보험 프로그램인 건강안보법을 발의했다. 다음 달 닉슨은 포괄적 건강보험법을 제안했는데, 여기에는 직원이 보험료의 25%를 지불하기로 자원할 경우 민간 건강보험을 제공하는 고용주 의무 보험, 소득 기반 보험료 및 비용 분담을 통해 모든 사람에게 제공되는 주립 건강보험 계획으로 메디케이드 대체, 병원 체류일 제한을 없애고 소득 기반 본인 부담 상한을 추가하며 외래 처방약 보장을 추가하는 새로운 연방 프로그램으로 메디케어 대체가 포함되었다. 4월, 케네디와 하원 세입세출 위원회 위원장 윌버 밀스는 국민 건강보험법을 발의했는데, 이는 확대된 닉슨 계획과 동일한 혜택을 제공하는 거의 보편적인 국민 건강보험 법안으로, 다만 급여세를 통한 고용주와 직원 의무 참여와 낮은 비용 분담을 특징으로 했다. 두 계획 모두 노동, 소비자, 노인 단체로부터 비판을 받았고, 어느 쪽도 추진력을 얻지 못했다. 1974년 중반, 닉슨의 사임 직후, 밀스는 닉슨의 계획을 기반으로 한 타협안을 추진하려 했지만, 위원회에서 13대 12의 다수 지지밖에 얻지 못하자 포기했다.

### 환경 정책
환경주의는 1960년대, 특히 1962년 침묵의 봄 출판 이후 주요 운동으로 부상했다. 1960년에서 1969년 사이에 가장 큰 12개 환경 단체의 회원 수는 12만 4천 명에서 81만 9천 명으로 증가했으며, 여론 조사에 따르면 수백만 명의 유권자들이 환경 운동가들의 많은 목표를 공유했다. 닉슨은 환경 정책에 크게 관심이 없었지만, 환경 운동의 목표에 반대하지는 않았다. 1970년 닉슨은 국가환경정책법에 서명하고 연방 환경 정책을 조정하고 시행하는 임무를 맡은 환경보호청을 설립했다. 그의 재임 기간 동안 닉슨은 또한 1970년 청정대기법과 청정수법에 서명했다. 그는 1973년 멸종위기종법에 서명했는데, 이는 "적절한 관심과 보존이 뒷받침되지 않은 경제 성장 및 개발의 결과"로 인해 멸종 위기에 처한 종을 보호하기 위한 주요 법률이었다.
닉슨은 또한 환경 외교를 추구했으며, 닉슨 행정부 관리인 러셀 E. 트레인은 소련 대사 아나톨리 도브리닌과 지구 환경 문제에 대한 대화를 시작했다. 정치 과학자 바이런 데인즈와 글렌 서스먼은 닉슨을 제2차 세계대전 이후 환경에 긍정적인 영향을 미친 유일한 공화당 대통령으로 평가하며, "닉슨은 환경 우선순위를 증진하는 데 가장 성공적인 대통령 중 한 명이 되기 위해 개인적으로 환경에 헌신할 필요가 없었다"고 주장한다.
닉슨의 진보적인 정책 의제를 칭찬하면서도, 환경 운동가들은 그의 기록에서 비판할 점이 많다는 것을 발견했다. 행정부는 "소음 공해"를 유발하는 초음속 여객기 (SST)에 대한 지속적인 자금 지원을 강력히 지지했지만, 의회는 1971년에 자금 지원을 중단했다. 또한 그는 1972년 청정수법에 거부권을 행사했고, 의회가 거부권을 재의결하자 닉슨은 의회가 법안 시행을 위해 승인한 자금을 동결했다. 닉슨은 법안의 목표에 반대하지 않았지만, 목표 달성을 위해 지출될 금액이 과도하다고 생각했다. 일반적으로 자유주의적인 민주당 의회에 직면한 닉슨은 재임 기간 동안 여러 차례 거부권을 행사했다. 의회의 반응은 1974년 의회 예산 및 자금 동결 통제법의 형태로 나타났는데, 이 법은 새로운 예산 절차를 수립하고 대통령에 의한 자금 동결에 대한 의회의 통제 절차를 포함했다. 워터게이트에 얽매인 닉슨은 1974년 7월 이 법안에 서명했다.

### 인종 분리 해제 및 민권
닉슨 재임 기간 동안 전국 공립학교의 인종 분리 해제를 위한 최초의 대규모 노력이 이루어졌다. 닉슨이 튼튼한 공화당 연합의 일부가 되기를 바랐던 남부 백인들의 비위를 건드리지 않기 위해 대통령은 학교 인종 분리 해제에 대해 "소극적인 태도"를 취했다. 그는 인종 분리 해제 명령에 대한 비판을 법원이 받도록 하고, 닉슨의 법무부가 이를 시행하는 방식으로 이 정책을 추진했다. 1970년 9월까지 흑인 아동의 10% 미만이 분리된 학교에 다니고 있었다. 대법원이 1971년 스완 대 샬럿 메클렌버그 교육위원회 사건에서 판결을 내린 후, 학군 간 학교 버싱은 북부와 남부 모두에서 주요 쟁점으로 부상했다. 스완 판결은 하급 연방 법원이 학교 내 인종 불균형을 해소하기 위해 버싱을 명령할 수 있도록 허용했다. 닉슨은 법원 명령을 집행했지만, "강제적인 주택 또는 교육 통합"이 법적 인종 분리와 마찬가지로 부적절하다고 믿었고, 그 지속에 대해 강력한 공개적 입장을 취했다. 학군 간 버싱 문제는 대법원이 1974년 밀리켄 대 브래들리 사건 판결로 학군 간 버싱 사용에 제한을 두면서 전국 정치의 전면에서 사라졌다.
닉슨은 소수 민족 소유 기업 설립을 장려하기 위해 소수 민족 사업체실을 설립했다. 행정부는 또한 다양한 건설 직종에서 전국적으로 고용되는 소수 민족의 수를 늘리기 위해 노력했으며, 미국 최초의 적극적 우대조치 계획을 시행했다. 필라델피아 계획은 정부 계약자가 필라델피아에서 최소한의 소수 민족 근로자를 고용하도록 요구했다. 1970년 닉슨은 필라델피아 계획을 5만 달러 이상의 모든 연방 계약으로 확대했으며, 1971년에는 여성과 소수 민족을 포함하도록 계획을 확장했다. 닉슨과 미첼 법무장관은 또한 소수 민족 인구의 50% 미만이 투표 등록을 한 모든 관할 구역에 투표권에 대한 연방 감독을 확대하는 1965년 선거권법 연장을 제정하는 데 도움을 주었다.
딘 J. 코틀로프스키는 다음과 같이 말했다.
최근 학자들은 대통령이 인종 문제에 있어 분리주의자도 보수주의자도 아니었다고 결론 내렸다. 이 저자들은 닉슨이 이전 대통령들보다 더 많은 학교를 인종 통합시켰고, 강화된 선거권법을 승인했으며, 소수 민족 기업을 지원하기 위한 정책을 개발했고, 적극적 우대조치를 지지했음을 보여주었다.

### 시위와 범죄

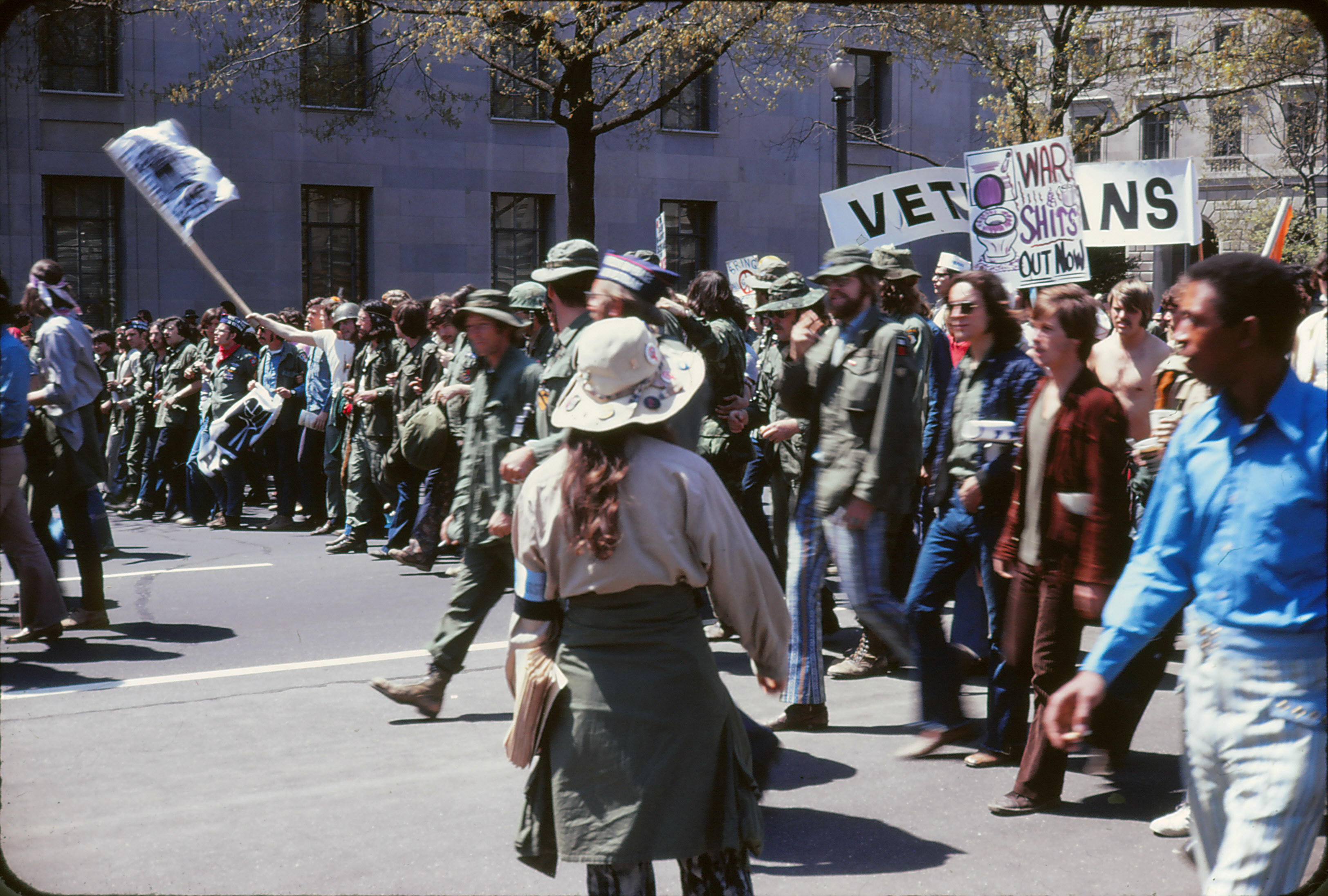
1971년 4월 24일 워싱턴 D.C.에서 열린 반베트남 전쟁 시위

베트남 전쟁이 진행되는 동안, 미국 인구의 상당 부분이 남베트남에 대한 미국의 개입에 반대하게 되었다. 1967년 이후 여론은 꾸준히 전쟁에 반대하는 쪽으로 돌아섰고, 1970년에는 미국인 중 3분의 1만이 베트남에 병력을 파견한 것이 실수가 아니라고 믿었다. 반전 운동가들은 베트남 전쟁 중단 시위와 같은 대규모 시위를 조직했으며, 이는 여러 도시에서 60만 명 이상의 시위대를 끌어모았다. 1969년 12월 선택징병제가 징병 로터리를 도입한 후 전쟁에 대한 의견은 더욱 양극화되었다. 약 3만 명의 젊은이들이 1970년에서 1973년 사이에 병역을 회피하기 위해 캐나다로 도피했다. 캄보디아 침공에 대한 반응으로 전국적으로 시위가 잇달아 일어났다. 켄트 주립 대학교 총격사건으로 알려진 사건에서 켄트 주립 대학교에서의 시위는 오하이오주 육군 방위군이 비무장 군중에 발포한 후 4명의 학생 사망으로 끝났다. 이 총격 사건은 다른 대학 캠퍼스에서의 긴장을 고조시켰고, 75개 이상의 대학이 다음 학년도 시작까지 휴교할 수밖에 없었다. 미국이 베트남에서 병력 수를 계속 줄이면서, 특히 1970년 이후 시위 횟수가 줄어들었다.
닉슨 행정부는 "시카고 7인"과 같은 반전 시위자들을 강력하게 기소했으며, FBI, CIA, NSA 및 기타 정보 기관에 급진 단체를 감시하도록 명령했다. 닉슨은 또한 조직범죄의 영향 및 부패 조직법과 불시 영장 및 다른 많은 민권론자들을 우려하게 만든 조항들을 포함한 컬럼비아 특별구 범죄 통제 법안과 같은 반범죄 조치들을 도입했다. 증가하는 마약 관련 범죄에 대응하여 닉슨은 마약 통제를 강조한 최초의 대통령이 되었으며, 마약단속국의 설립을 주도했다.

### 우주 프로그램

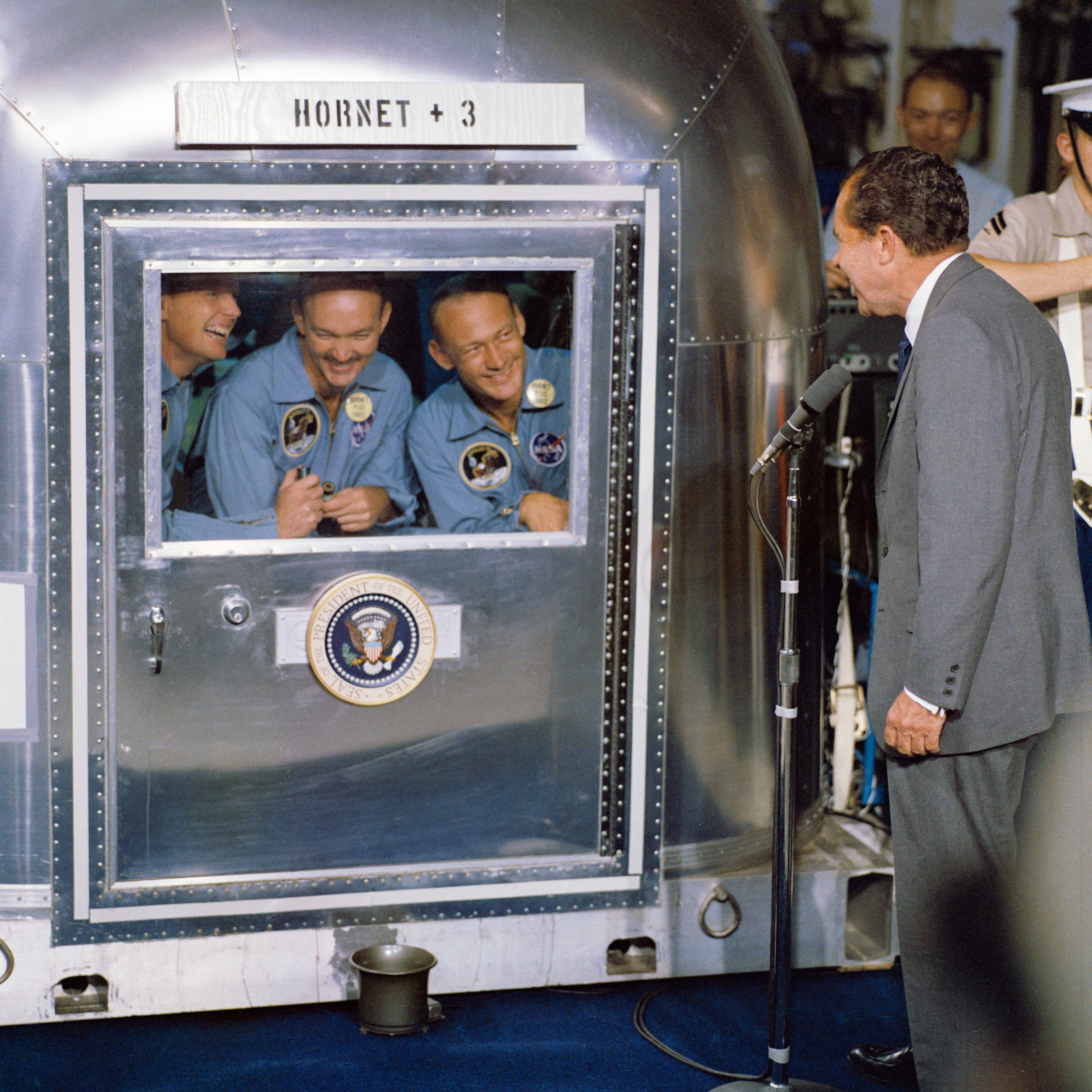
닉슨은 1969년 7월 USS 호넷에 탑승한 아폴로 11호 우주 비행사들을 검역 중에 방문한다.

거의 10년에 걸친 국가적 노력 끝에, 미국은 1969년 7월 20일 아폴로 11호 비행으로 우주 비행사를 달에 착륙시키는 경쟁에서 승리했다. 닉슨은 닐 암스트롱과 버즈 올드린이 달 표면을 걷는 동안 그들과 대화했으며, 그 대화를 "백악관에서 이루어진 가장 역사적인 전화 통화"라고 불렀다. 그러나 닉슨은 1960년대에 보았던 높은 수준으로 미국 항공우주국 (NASA)에 대한 자금 지원을 계속할 의사가 없었으며, NASA 국장 토머스 O. 페인의 1970년대 말까지 달에 영구 기지를 설립하고 1980년대에 유인 화성 탐사를 시작하려는 야심찬 계획을 거부했다. 1972년 5월 24일, 닉슨은 NASA와 소련 우주 프로그램 간의 5년 협력 프로그램을 승인했으며, 이는 1975년 미국 아폴로와 소련 소유즈 우주선이 함께하는 합동 임무인 아폴로-소유즈 시험 계획으로 정점을 찍었다.

### 기타 문제

#### 의료 연구 이니셔티브
닉슨은 1971년 2월 의회에 두 가지 중요한 의학 연구 이니셔티브를 제출했다. 첫 번째는 일반적으로 암과의 전쟁으로 불리며, 그해 12월 국립 암 법안 통과로 이어졌다. 이 법안은 3년 동안 암 연구에 거의 16억 달러 (2016년 기준으로 90억 달러에 해당)의 연방 자금을 투입했다. 또한 임상 연구 및 암 치료 전담 의료 센터 설립을 규정했으며, 초기에는 15개 센터가 미국 국립암연구소의 조정을 받는다. 두 번째 이니셔티브는 겸상 적혈구 질환 (SCD)에 초점을 맞췄으며, 1972년 5월 국립 겸상 적혈구 빈혈 통제 법안 통과로 이어졌다. 오랫동안 무시되어 왔던 SCD가 주목받게 된 것은 1970년대 초 미국 선거 정치와 인종 관계의 변화를 반영한다. 이 법안에 따라 국립보건원은 여러 겸상 적혈구 연구 및 치료 센터를 설립했으며, 보건 자원 서비스 관리국은 전국에 겸상 적혈구 검진 및 교육 클리닉을 설립했다.

#### 정부 재조직
닉슨은 정부 부처 수를 8개로 줄이는 안을 제안했다. 그의 계획에 따르면, 기존의 국무부, 법무부, 재무부, 국방부는 유지하고, 나머지 부처는 경제부, 천연자원부, 인적자원부, 지역사회개발부의 새로운 부서로 통합될 예정이었다. 닉슨은 이러한 대대적인 재조직에는 성공하지 못했지만, 하나의 내각급 부처인 미국 우정국을 폐지하도록 의회를 설득할 수 있었다. 1971년 7월, 우편 재조직법이 통과된 후, 우정국은 연방 정부 행정부 내의 독립 기관인 미국 우정청으로 전환되었다.

#### 연방 규제
닉슨은 미국 산업안전보건법 통과를 지지했는데, 이 법은 미국 산업안전보건청 (OSHA)과 미국 국립 직업안전위생연구소 (NIOSH)를 설립했다. 닉슨 재임 기간 동안 제정된 다른 중요한 규제 입법에는 소음 제어법과 소비자 제품 안전법이 포함되었다.

#### 헌법 개정
의회가 1970년에 1965년 선거권법을 연장했을 때, 모든 선거—연방, 주, 지방—의 투표 연령 자격을 18세로 낮추는 조항을 포함시켰다. 같은 해, 오리건 대 미첼 (1970)에서 대법원은 의회가 연방 선거에서 투표 연령 자격을 낮출 권한은 있지만, 주 및 지방 선거에서는 그럴 권한이 없다고 판결했다. 닉슨은 의회에 투표 연령을 낮추는 헌법 개정안을 지지하는 서한을 보냈고, 의회는 18세 투표를 보장하는 헌법 개정안을 신속하게 추진했다. 1971년 3월 23일 주에 비준을 위해 제출된 이 제안은 1971년 7월 1일 필요한 주 수 (38개)의 비준을 거쳐 미국 수정 헌법 제26조가 되었다.
닉슨은 또한 1972년 의회 양원을 통과하여 주 의회에 비준을 위해 제출된 성평등권 수정안 (ERA)을 지지했다. 이 수정안은 의회가 정한 비준 기한 내에 38개 주의 비준을 받지 못했다. 닉슨은 1968년 ERA 지지자로서 선거 운동을 벌였지만, 페미니스트들은 그가 당선 후 ERA나 그들의 대의를 돕기 위해 거의 아무것도 하지 않았다고 비판했다. 그럼에도 불구하고 그는 린든 존슨보다 더 많은 여성을 행정부 직책에 임명했다.

## 외교

### 닉슨 독트린

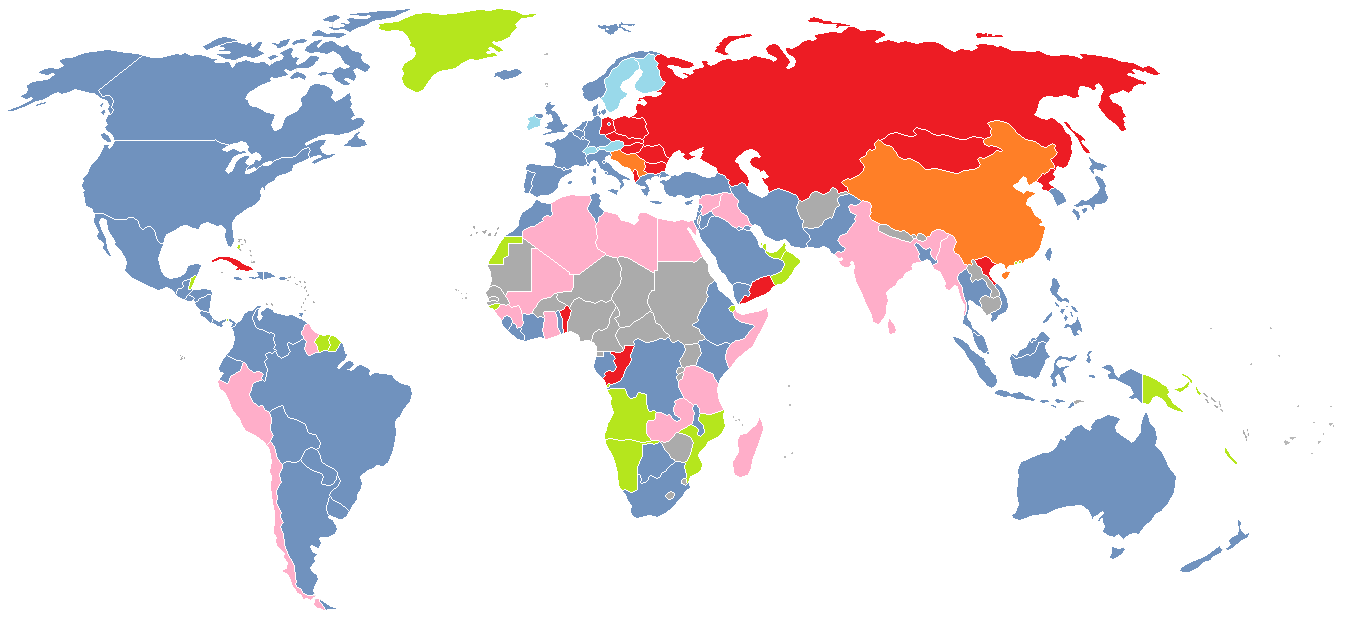
1970년 냉전 시기 전 세계 국가들의 분할을 색으로 구분한 지도
녹색 — 미국 동맹국의 비자치령
파란색 — 미국과 미국 동맹국
빨간색 — 소련과 그 공산주의 동맹국
주황색 — 소련과 동맹을 맺지 않은 공산주의 국가
분홍색 — 소련의 비공산주의 동맹국
하늘색 — 비-NATO 회원국인 EFTA 및 OECD
회색 — 미상 또는 비동맹

취임 후 닉슨은 "닉슨 독트린"을 선포했다. 이는 "자유 국가들의 모든 방어를 떠맡지 않겠다"는 외교 정책의 일반적인 선언이었다. 기존의 약속은 지켜지겠지만, 잠재적인 새로운 약속은 엄격하게 검토될 것이었다. 미국은 분쟁에 직접 개입하기보다는 반란이나 침략을 당하는 국가, 또는 미국의 전략적 이익에 필수적인 국가에 군사적 및 경제적 지원을 제공할 것이었다. 닉슨 독트린의 일환으로 미국은 중동, 특히 이스라엘, 이란, 사우디아라비아에 대한 무기 판매를 크게 늘렸다. 또 다른 주요 원조 수혜국은 방글라데시 독립 전쟁 동안 미국이 지원했던 파키스탄이었다.

### 베트남 전쟁

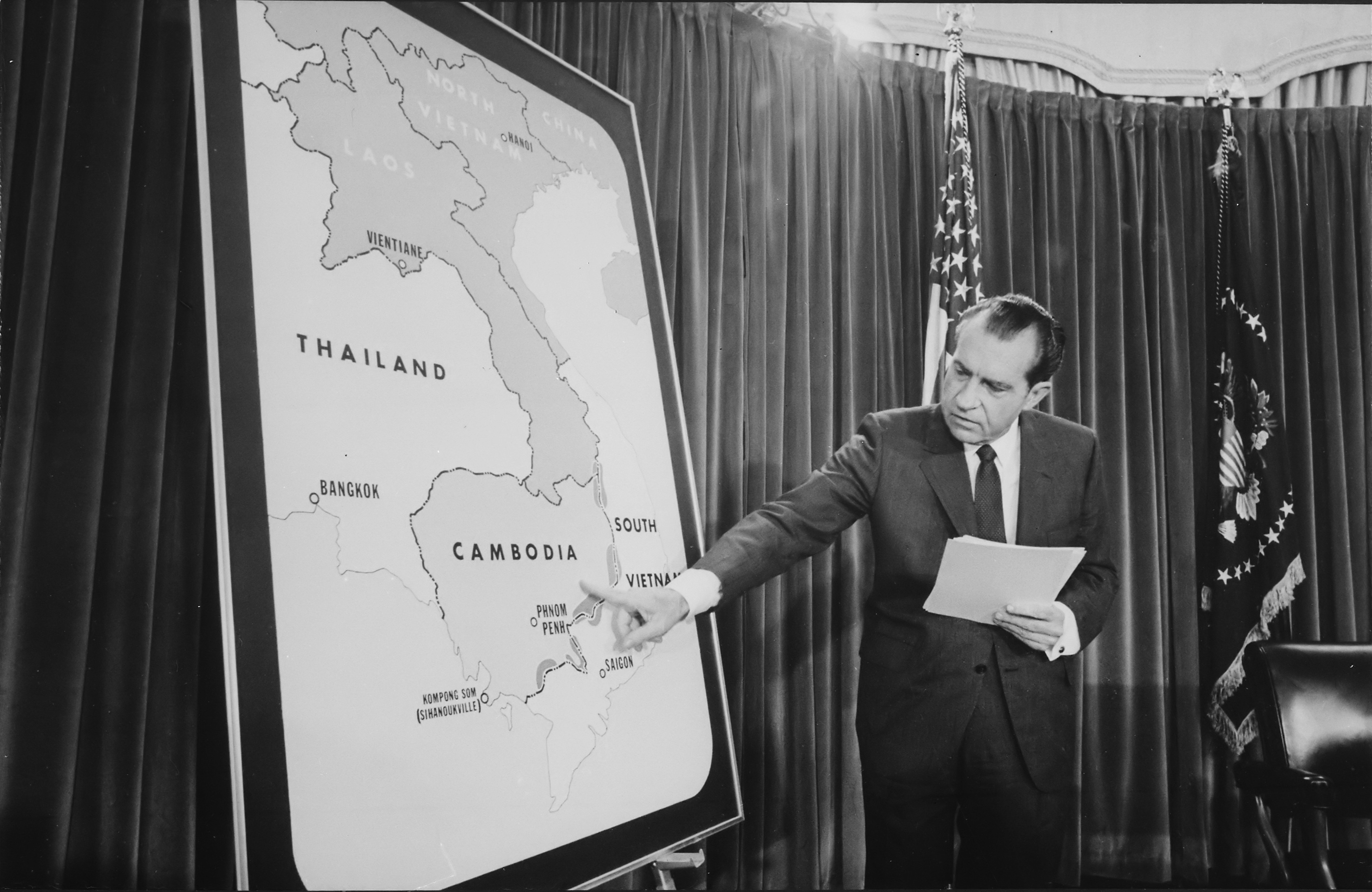
닉슨이 1970년 4월 30일 자유협정 작전으로 알려진 캄보디아 폭격에 대해 국민에게 연설하고 있다.

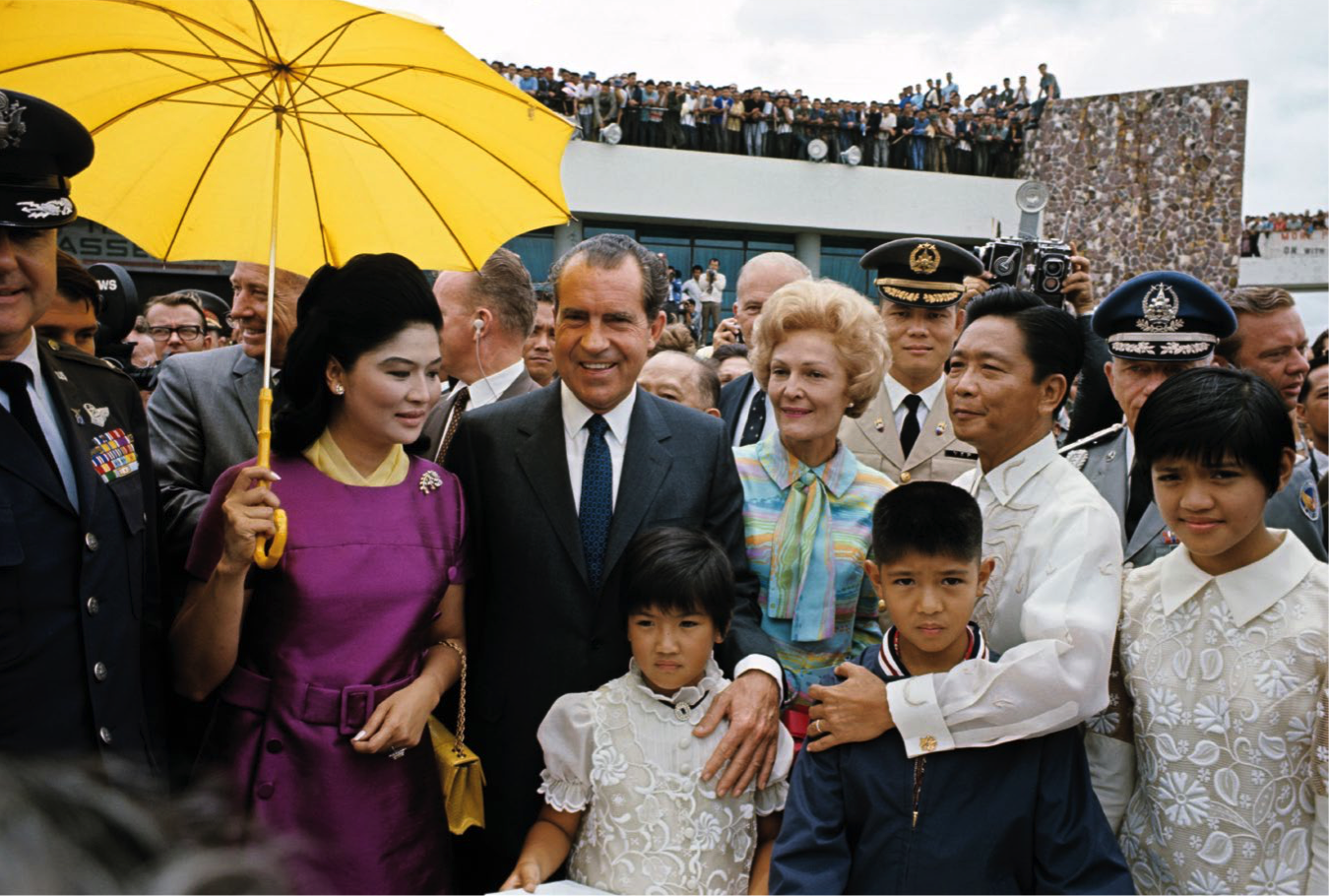
닉슨과 팻 닉슨이 1969년 7월 마닐라에서 필리핀 대통령 페르디난드 마르코스와 그의 부인 이멜다와 함께 있다.

닉슨이 취임했을 당시 동남아시아에는 50만 명 이상의 미군 병력이 주둔하고 있었다. 1961년 이후 베트남 전쟁에 참전한 미군 사망자는 3만 명이 넘었으며, 이 중 약 절반이 1968년에 발생했다. 전쟁은 미국에서 광범위하고 때로는 폭력적인 시위가 정기적으로 발생하면서 전반적으로 인기가 없었다. 존슨 행정부는 전제 조건 없는 협상을 대가로 폭격을 중단하는 데 동의했지만, 이 합의는 완전히 효력을 발휘하지 못했다. 월터 아이작슨에 따르면, 닉슨은 취임 직후 베트남 전쟁에서 승리할 수 없다고 결론 내렸고 전쟁을 신속히 종결시키기로 결심했다. 반대로 블랙은 닉슨이 광인 이론을 통해 북베트남을 위협할 수 있다고 진심으로 믿었다고 주장한다. 전쟁에 대한 그의 의견과 상관없이, 닉슨은 미국의 패배로 비춰지지 않고 베트남에서의 미국의 역할을 끝내고 싶어했는데, 그는 그것이 그의 대통령직에 심각한 손상을 입히고 고립주의로 회귀하는 계기가 될까봐 우려했다. 그는 미군이 철수하면서 남베트남이 공격으로부터 안전하게 남을 수 있는 어떤 합의를 모색했다.
1969년 중반, 닉슨은 북베트남과 평화 협상을 시작했지만, 협상가들은 합의에 도달할 수 없었다. 평화 회담의 실패로 닉슨은 "베트남화" 전략을 시행했는데, 이는 미국의 원조를 늘리고 베트남군이 전쟁에서 더 큰 전투 역할을 맡는 것이었다. 그는 대중의 큰 호응을 얻으며 1969년 말까지 단계적인 병력 철수를 시작하여 국내 반전 운동의 힘을 약화시켰다. 베트남화가 시행된 이후 남베트남군의 첫 번째 주요 시험이 될 예정이었던 람선 719 작전의 실패에도 불구하고, 닉슨 재임 기간 내내 베트남 주둔 미군 병력의 철수는 계속되었다.
1970년 초, 닉슨은 미군과 남베트남군을 캄보디아로 보내 북베트남 기지를 공격하여, 지상전을 처음으로 베트남 밖으로 확대했다. 그는 이전에 캄보디아 지도자 노로돔 시아누크의 동의 없이 1969년 3월 캄보디아 내 북베트남 진지에 대한 비밀 B-52 융단 폭격 작전(메뉴 작전)을 승인한 바 있었다. 행정부 내에서도 많은 이들이 캄보디아 침공에 반대했으며, 반전 시위자들은 격분했다. 캄보디아 폭격은 1970년대에도 계속되었으며, 당시 캄보디아 내전에서 크메르 루주 반란군과 싸우고 있던 론 놀의 캄보디아 정부를 자유협정 작전의 일환으로 지원했다.
1971년 닉슨은 라오스에 북베트남 기지를 공격하도록 명령하여 국내의 추가적인 불안을 야기했다. 같은 해, "펜타곤 문서"의 발췌본이 뉴욕 타임스와 워싱턴 포스트에 의해 출판되었다. 누출 소식이 처음 나왔을 때 닉슨은 아무것도 하지 않으려 했지만, 키신저가 출판을 막으려 노력하도록 설득했다. 대법원은 1971년 뉴욕 타임스 대 미국 사건에서 신문사 편에 서서 발췌본의 출판을 허용했다. 1971년 중반까지 전쟁에 대한 환멸은 71%의 미국인들이 베트남에 병력을 파견한 것이 실수였다고 믿을 정도로 새로운 정점에 도달했다. 1971년 말까지 베트남에는 15만 6천 명의 미군 병력이 남아 있었고, 그 해 마지막 6개월 동안 베트남에 주둔한 미군 병력 276명이 사망했다.
1972년 3월 북베트남은 부활절 공세를 시작하여 남베트남군을 압도했다. 부활절 공세에 대한 반응으로 닉슨은 라인배커 작전으로 알려진 북베트남에 대한 대규모 폭격 작전을 명령했다. 미군 병력 철수가 계속되면서 징병은 줄어들었고 1973년에는 끝났다. 병력은 모두 자원병으로 구성되었다. 부활절 공세 이후 미국과 북베트남 간의 평화 회담이 재개되었고, 1972년 10월까지 합의의 틀이 마련되었다. 응우옌반티에우 남베트남 대통령의 반대로 이 합의는 무산되었고 평화 회담은 결렬되었다. 1972년 12월, 닉슨은 또 다른 대규모 폭격 작전인 라인배커 II 작전을 명령했다. 작전에 대한 국내 비판은 닉슨에게 북베트남과의 최종 합의에 신속히 도달해야 할 필요성을 확신시켰다.
수년간의 전투 끝에 1973년 초 파리 평화 협정이 체결되었다. 이 협정은 휴전을 시행하고 남아있는 미군 병력의 철수를 허용했지만, 남부에 주둔한 16만 명의 베트남 인민군 정규군이 철수해야 할 것을 요구하지는 않았다. 1973년 3월까지 미군은 베트남에서 철수했다. 미군 전투 지원이 끝난 후 잠시 휴전이 있었지만, 남베트남과 북베트남 모두 휴전을 위반하면서 전투가 빠르게 다시 발생했다. 의회는 닉슨의 거부권을 무시하고 전쟁 권한 결의안을 통과시키면서 다른 미군 개입 가능성을 사실상 종결시켰다.
전쟁은 닉슨 사임 이듬해인 사이공 함락으로 끝났고, 이는 통일된 공산주의 베트남과 미국에 막대한 실패, 그리고 닉슨의 베트남화 정책의 후회스러운 결과를 초래했다.

### 중국과 소련
닉슨은 냉전, 즉 미국과 소련 간의 지속적인 지정학적 긴장 시기에 취임했다. 미국과 소련은 1950년대에 각자의 동맹 진영에서 분명한 선두 주자였지만, 1960년대에는 세계가 점점 다극화되었다. 서유럽과 동아시아의 미국 동맹국들은 경제적으로 회복되었고, 미국과 동맹을 유지하면서도 독자적인 외교 정책을 펼쳤다. 공산주의 국가들의 이른바 "제2세계"에서의 분열은 더욱 심각했으며, 소련과 중국 간의 분열은 1969년 국경 분쟁으로 확대되었다. 미국과 소련은 전 세계적인 영향력을 놓고 계속 경쟁했지만, 1962년 쿠바 미사일 위기 이후 긴장은 상당히 완화되었다. 이러한 변화하는 국제적 맥락에서 닉슨과 키신저는 미국의 외교 정책을 재정비하고 소련 및 중국과 평화로운 공존을 확립하려고 노력했다. 닉슨의 중국 및 소련과의 관계 개선 목표는 베트남 전쟁 종결과 밀접하게 관련되어 있었는데, 이는 두 주요 공산주의 강대국과의 화해를 통해 북베트남이 유리한 합의를 받아들이도록 압력을 가할 수 있기를 바랐기 때문이다.

#### 중국

1972년 2월 역사적인 중국 본토 방문을 위해 베이징에 도착한 후 닉슨 대통령이 중국 총리 저우언라이와 악수하고 있다.

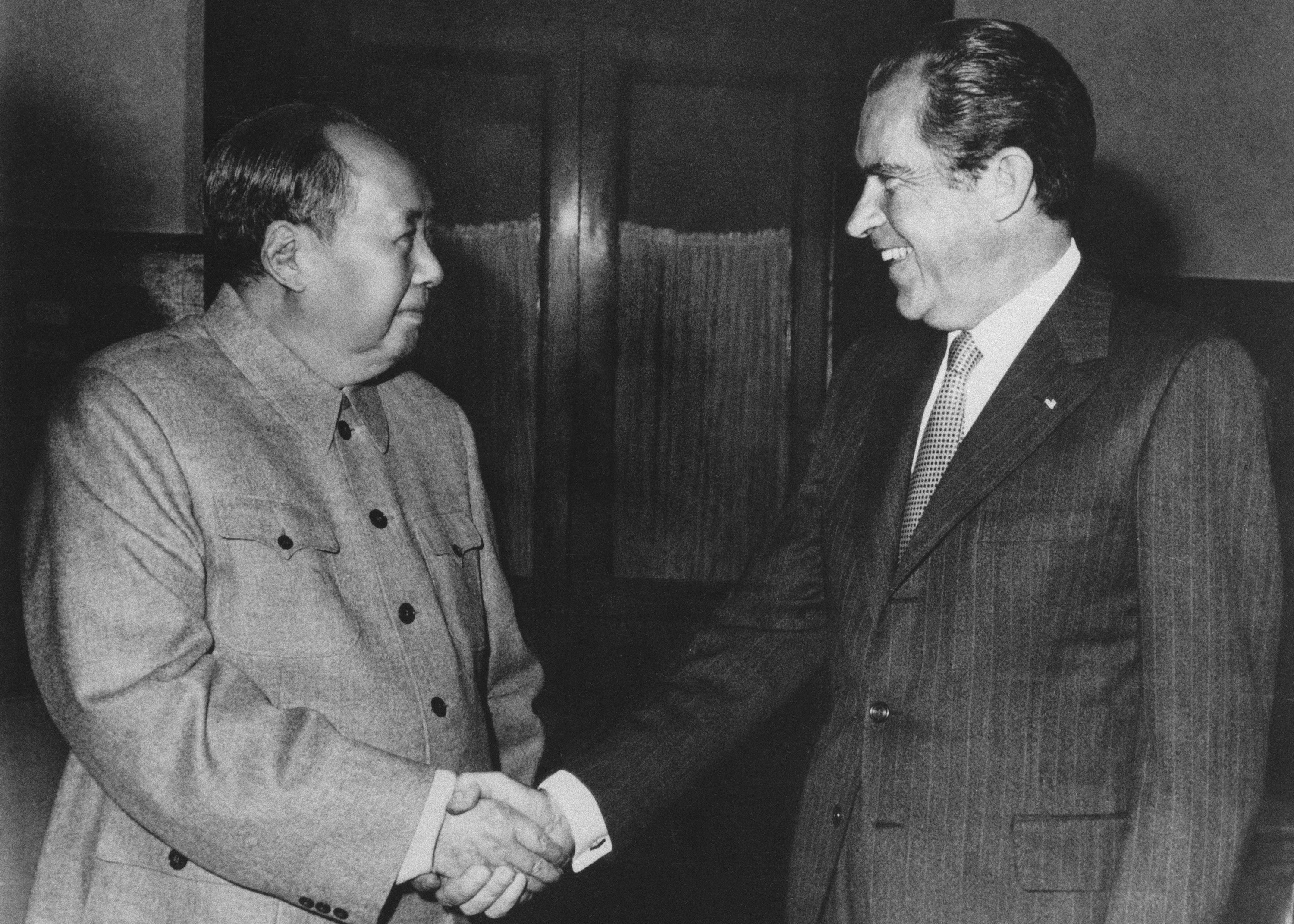
중국공산당 주석 마오쩌둥이 1972년 2월 21일 닉슨을 만난다.

국공 내전 종결 이후, 미국은 중화인민공화국(PRC)을 중국의 합법적인 정부로 공식적으로 인정하기를 거부했으며, 비록 PRC가 중국 본토를 통치하고 있었음에도 그러했다. 대신 미국은 타이완을 통치하는 중화민국(ROC)을 지지했다. 닉슨이 취임할 무렵, 미국의 많은 주요 외교 정책 인사들은 미국이 PRC를 고립시키는 정책을 끝내야 한다고 믿게 되었다. 광대한 중국 시장은 점차 약화되는 미국 경제에 경제적 기회를 제공했고, 중소 분쟁은 두 공산주의 강대국을 서로 대립시키는 기회를 제공했다. 한편, 중국 지도자들은 소련에 대한 적대감, 무역 증진 욕구, 국제적 인정을 얻고자 하는 희망 등 여러 가지 이유로 미국과의 관계 개선에 긍정적이었다.
양측은 더 긴밀한 관계에 대한 국내적 압력에 직면했다. 배리 골드워터와 로널드 레이건이 이끄는 보수주의 파벌은 중국과의 화해를 강력히 반대했고, 린뱌오는 PRC에서 유사한 파벌을 이끌었다. 닉슨 재임 첫 2년 동안 닉슨과 중국은 여행 제한 해제를 포함하여 긴장을 완화하기 위한 미묘한 움직임을 보였다. 베트남 전쟁이 라오스와 캄보디아로 확대되면서 관계 정상화 움직임이 방해받았지만, 완전히 무산되지는 않았다. 1971년 세계 탁구 선수권 대회에서의 오해로 인해 중국 탁구 팀은 미국 탁구 팀을 중국으로 초대했고, 이는 미국과 중국 간의 추가적인 교류의 길을 열었다. 방문 후 닉슨은 중국에 대한 무역 금지 조치를 해제했다. 1971년 7월 중국 총리 저우언라이와의 회담에서 헨리 키신저는 타이완 독립을 지지하지 않겠다고 약속했고, 저우는 닉슨을 중국으로 초대하여 추가 회담을 가졌다. 회담 후 중국과 미국은 닉슨이 1972년 2월에 중국을 방문할 것이라고 동시에 발표하여 전 세계를 놀라게 했다. 발표 후 유엔은 결의 2758을 통과시켜 PRC를 중국의 합법적인 정부로 인정하고 ROC 대표를 축출했다.
1972년 2월, 닉슨은 중국을 방문했다. 키신저는 닉슨에게 40시간 이상 브리핑을 했다. 중국 수도 베이징에 착륙하자마자 닉슨은 저우의 손을 잡는 데 주력했는데, 이는 1954년 제네바에서 둘이 만났을 때 당시 국무장관 존 포스터 덜레스가 거부했던 행동이었다. 방문은 양국 정부에 의해 신중하게 계획되었고, 주요 행사들은 미국에서 가능한 한 많은 시청자를 확보하기 위해 황금시간대에 생중계되었다. 회의에 참석하지 않을 때 닉슨은 자금성, 명릉, 만리장성과 같은 건축물을 둘러보며 많은 미국인들에게 중국 생활을 처음으로 보여주었다.
닉슨과 키신저는 저우와 중국공산당 주석 마오쩌둥과 다양한 문제들을 논의했다. 중국은 베트남 전쟁에 개입하지 않겠다고 확약했고, 미국은 일본이 핵무기를 획득하는 것을 막겠다고 약속했다. 닉슨은 타이완을 중국의 일부로 인정했고, 중국은 중화민국과의 분쟁에서 평화로운 해결책을 추구하기로 합의했다. 미국과 중국은 무역 관계를 확대하고 각자의 수도에 비공식 대사관을 설립했다. 일부 보수주의자들이 그의 방문을 비판했지만, 닉슨의 대중국 관계 개방은 미국에서 널리 인기가 있었다. 이 방문은 또한 중미 동맹 가능성을 두려워했던 소련과의 닉슨 협상에 도움이 되었다.

#### 소련

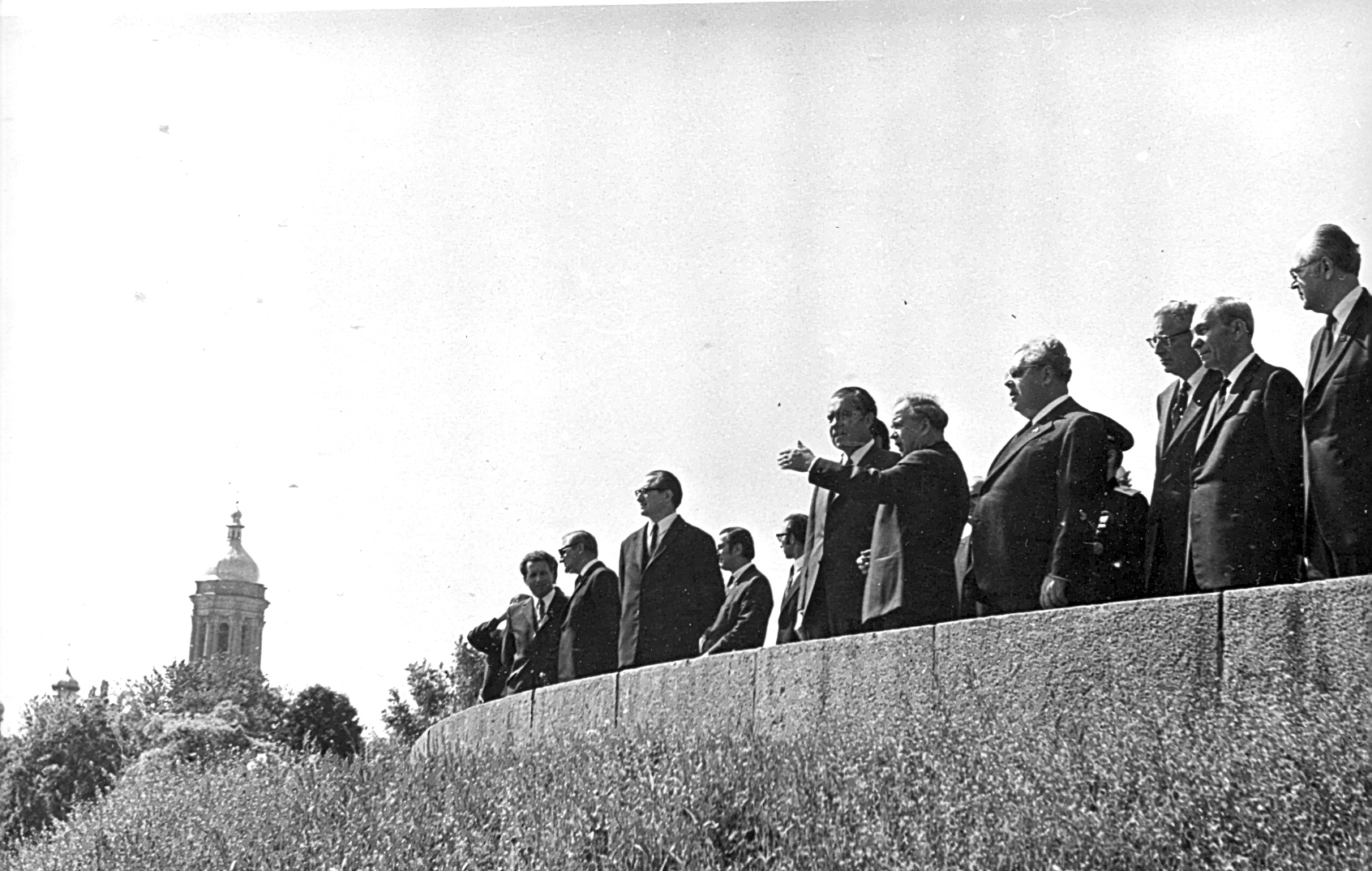
1972년 키이우의 닉슨

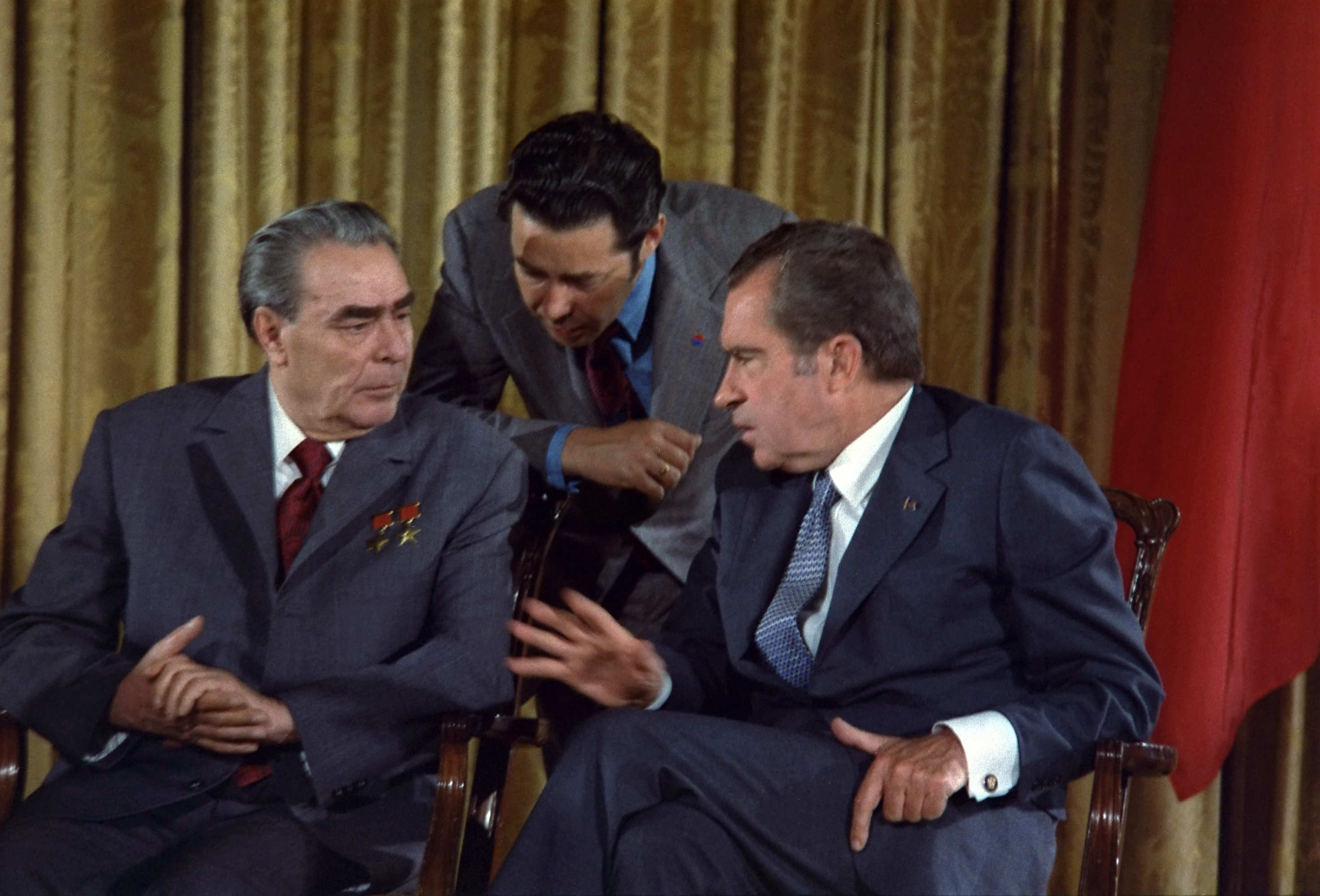
닉슨이 1973년 6월 소련 지도자의 미국 방문 중 레오니트 브레즈네프와 만나고 있다.

닉슨은 소련과의 긴장 완화인 데탕트를 그의 최우선 외교 정책 목표 중 하나로 삼았다. 데탕트를 통해 그는 "주변 지역에서의 대결을 최소화하고, 주요 지역에서는 최소한 대안적인 가능성을 제공"하기를 희망했다. 서독 또한 "동방 정책"으로 알려진 정책을 통해 소련과의 관계 개선을 추구했으며, 닉슨은 소련과의 협상에서 주도권을 잡음으로써 NATO에서 미국의 지배력을 재확립하기를 희망했다. 닉슨은 또한 소련과의 무역 확대가 미국 경제에 도움이 되고 양국이 국방비에 더 적은 자원을 할애할 수 있을 것이라고 믿었다. 소련은 어려운 경제 상황과 중국과의 지속적인 분열로 인해 동기가 부여되었다.
취임 후 닉슨은 소련에게 협상을 원한다는 신호를 보내기 위해 여러 조치를 취했다. 첫 기자회견에서 그는 미국이 소련과의 핵 우위를 추구하기보다는 핵 동등성을 받아들일 것이라고 언급했다. 키신저는 아나톨리 도브리닌 소련 대사와 군비 통제 협상 및 북베트남과의 협상에서 소련의 잠재적 지원에 대해 광범위한 비공식 대화를 진행했다. 협상에서 협상 카드를 얻기 위해 닉슨은 기존의 탄도탄 요격 미사일 (ABM) 시스템으로 쉽게 막을 수 없는 다탄두 독립 목표 재진입 비행체(MIRV) 개발에 자금을 지원했다. 따라서 군비 통제 협상은 ABM 시스템, MIRV, 그리고 각국의 핵무기 구성 요소에 집중될 것이었다. 1년 이상의 협상 끝에 양측은 두 개의 조약 초안에 합의했다. 한 조약은 ABM 시스템에 초점을 맞출 것이고, 다른 하나는 핵무기 제한에 초점을 맞출 것이었다.
1972년 5월, 닉슨은 레오니트 브레즈네프 및 기타 소련 고위 관리들과 1972년 모스크바 정상회담에서 만났다. 양측은 전략 무기 제한 협정 (SALT I)에 도달했는데, 이는 각국이 보유할 수 있는 공격 미사일 및 탄도미사일 잠수함 수량에 상한선을 설정했다. 별도의 협정인 탄도탄 요격미사일 조약은 각국이 두 개의 탄도탄 요격 미사일 시스템만 배치할 수 있도록 규정했다. 미국은 또한 유럽 안보 협력 회의의 창설에 동의했다. 1972년 10월 미국과 소련 간의 무역 협정은 양국 간의 무역을 크게 늘렸지만, 의회는 소련에 최혜국 지위를 부여하려는 닉슨의 제안을 승인하지 않았다.
닉슨은 1974년 두 번째 소련 방문을 떠나 얄타에서 브레즈네프를 만났다. 그들은 제안된 상호 방위 조약과 다른 문제들을 논의했지만, 협상에서 중요한 돌파구는 없었다. 닉슨의 재임 마지막 해 동안, 의회는 잭슨-배닉 수정안을 통과시키면서 닉슨의 데탕트 정책을 약화시켰다. 데탕트 반대론자 헨리 M. 잭슨 상원의원은 많은 유대인 이민자들이 이스라엘로 이민 가려 했던 소련의 유대인 이민 제한 세금에 대한 반응으로 잭슨-배닉 수정안을 발의했다. 이 수정안에 분노한 소련은 1972년 무역 협정을 취소하고 이민이 허용되는 유대인의 수를 줄였다. 데탕트는 인도주의적 우려로 인해 좌파에게, 그리고 소련에 지나치게 관대하다는 우려로 인해 우파에게는 인기가 없었지만, 닉슨의 정책은 그가 퇴임한 후에도 냉전 긴장을 상당히 완화하는 데 도움이 되었다.

#### 인도

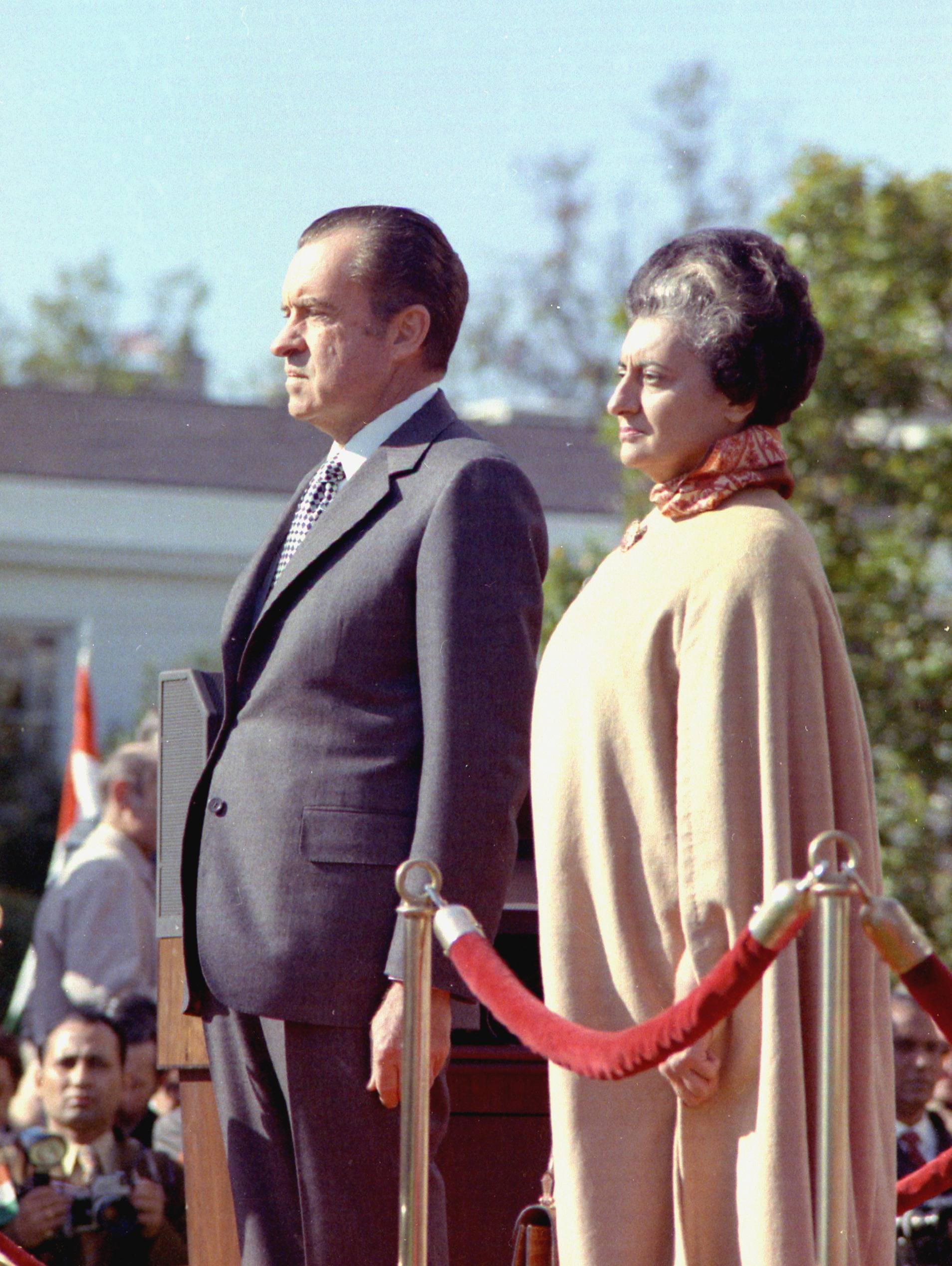
1971년 백악관 사우스 론에서 인도 총리 인디라 간디의 도착 환영식에 참석한 닉슨

인도와의 관계는 1970년대 초 닉슨 행정부에서 역대 최저를 기록했다. 닉슨은 전임자들이 인도-파키스탄 적대 행위에 대해 취했던 중립적인 입장에서 벗어났다. 그는 파키스탄과 매우 긴밀한 관계를 맺고 군사적, 경제적으로 지원했는데, 이는 인디라 간디 지도 아래 소련에 기울고 있던 인도에 대항하기 위함이었다. 그는 파키스탄을 인도 아대륙에서 소련의 영향력을 저지하고 파키스탄과 매우 가까웠던 중국과 관계를 맺는 데 매우 중요한 동맹국으로 간주했다. 닉슨과 인디라 간디 사이의 냉랭한 개인적 관계는 양국 관계 악화에 더욱 기여했다.
1971년 인도-파키스탄 전쟁 동안 미국은 노골적으로 파키스탄을 지지했으며, 항공모함 USS 엔터프라이즈를 벵골만으로 파견했다. 이는 서파키스탄군을 지지하는 미국의 무력 시위로 해석되었지만, 소련 해군의 직접적인 개입 이후 수치스럽게 철수했다. 전쟁은 파키스탄의 패배, 인도의 상당한 영토 획득, 방글라데시 독립, 그리고 미국의 주요 전략적 실패로 끝났다. 이후 1974년 인도는 첫 핵실험인 미소짓는 부처를 감행했는데, 이는 미국이 반대했지만, 또한 이 실험이 어떤 협정도 위반하지 않았다고 결론 내렸고 타라푸르 원자로에 대한 1974년 6월의 농축 우라늄 선적을 진행했다.
프린스턴 대학교 교수 게리 배스는 닉슨의 행동과 닉슨 통치 아래 미국의 남아시아 정책이 인도인에 대한 그의 증오와 성적 혐오에 영향을 받았다고 주장한다.

### 라틴 아메리카

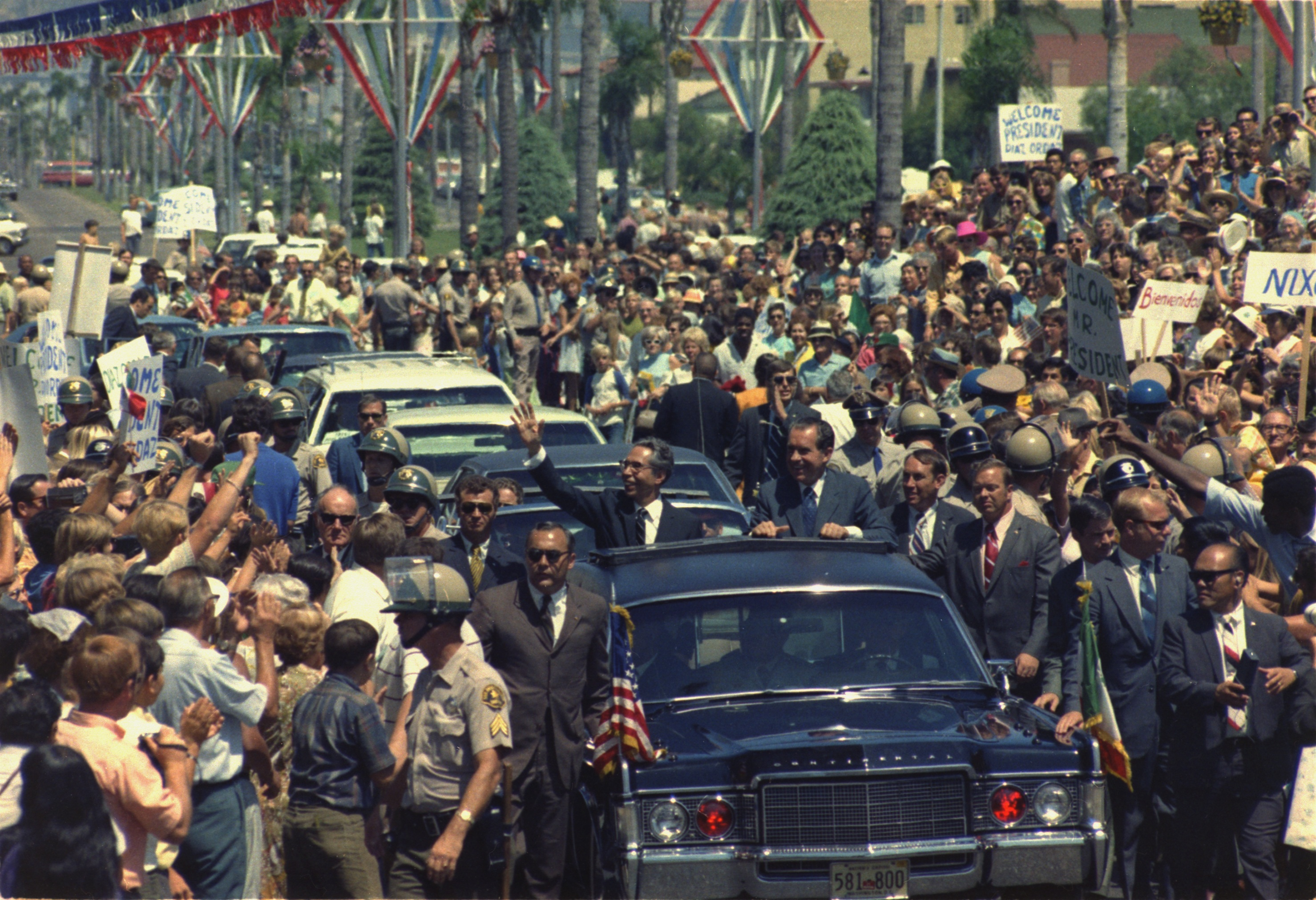
닉슨과 멕시코 대통령 구스타보 디아스 오르다스가 1970년 9월 샌디에고에서 대통령 전용 차량 행렬에 탑승하고 있다.

#### 쿠바
닉슨은 1961년 피그스만 침공과 1962년 쿠바 미사일 위기에서 케네디를 확고히 지지했다. 취임 후 그는 쿠바와 쿠바 대통령 피델 카스트로에 대한 비밀 작전을 강화했다. 그는 친구인 베베 레보조를 통해 쿠바계 미국인 망명 공동체와 긴밀한 관계를 유지했으며, 레보조는 종종 카스트로를 짜증나게 할 방법을 제안했다. 이러한 활동은 소련과 쿠바를 우려하게 만들었는데, 그들은 닉슨이 미사일 위기를 종결시킨 케네디와 흐루쇼프 간의 합의를 위반하고 쿠바를 공격할까 봐 두려워했다. 1970년 8월, 소련은 닉슨에게 합의를 재확인할 것을 요청했다. 카스트로에 대한 강경한 입장을 고수했음에도 불구하고 닉슨은 동의했다. 비밀리에 시작되었으나 빠르게 유출된 이 과정은 미국이 1970년 10월 쿠바 항구 시엔푸에고스에 있는 소련 기지를 확장하고 있음을 감지했을 때 완료되지 않았다. 작은 대립이 뒤따랐고, 이는 소련이 시엔푸에고스를 탄도 미사일을 탑재한 잠수함에 사용하지 않을 것이라는 이해로 마무리되었다. 1962년 협정을 재확인하는 최종 외교 노트가 11월에 교환되었다.

#### 칠레
닉슨은 전임자들과 마찬가지로 라틴아메리카에서 또 다른 소련 동맹국의 부상을 막기로 결심했으며, 그의 행정부는 1970년 칠레 대통령 선거에서 마르크스주의 후보 살바도르 아옌데의 승리에 크게 당황했다. 닉슨은 아옌데에 대한 강력한 비밀 저항 캠페인을 추진했는데, 처음에는 아옌데가 취임하는 것을 막기 위한 트랙 I을, 그리고 그것이 실패하자 "군사적 해결책"을 제공하기 위한 트랙 II를 계획했다. 트랙 II의 일환으로 CIA 요원들은 위장 요원을 사용하여 칠레 고위 군 지도자들에게 접근하여 쿠데타를 부추겼고, 자금과 무기를 제공했다. 이러한 노력은 실패했고, 아옌데는 1970년 11월에 취임했다.
아옌데 당선 후 닉슨은 "경제를 비명 지르게 만들겠다"고 선언했다. 닉슨 행정부는 칠레에 대한 경제 지원을 대폭 삭감하고 세계은행 지도자들을 설득하여 칠레에 대한 지원을 차단하게 했다. 미국은 흑색선전에 자금을 지원하고, 아옌데에 반대하는 파업을 조직하며, 아옌데 반대파에게 자금을 제공하는 등 광범위한 비밀 노력을 계속했다. 칠레 신문 엘 메르쿠리오가 1971년 9월 비밀 지원을 위한 상당한 자금을 요청했을 때, 닉슨은 "대통령이 비밀 작전을 극히 미세하게 관리하는 드문 사례"로 그 자금을 개인적으로 승인했다.:93 1973년 9월, 아우구스토 피노체트 장군은 폭력적인 쿠데타로 권력을 잡았다. 쿠데타 중 해임된 대통령은 논란이 많은 상황에서 사망했고, 미국의 개입에 대한 의혹이 제기되었다. 외교 역사가 조지 헤링에 따르면, "미국이 쿠데타를 사주하거나 적극적으로 참여했다는 결정적인 증거는 아직 제시되지 않았다." 그러나 헤링은 또한 쿠데타에 참여했든 안 했든 미국이 쿠데타가 일어날 수 있는 분위기를 조성했다고 지적한다.

#### 온두라스
1971년 11월 22일, 미국은 Treaty of the Swan Islands에 서명한 후 스완 제도를 온두라스에 인계했다. 온두라스는 1972년 9월 1일에 이 주권을 행사하기 시작했다.

### 중동

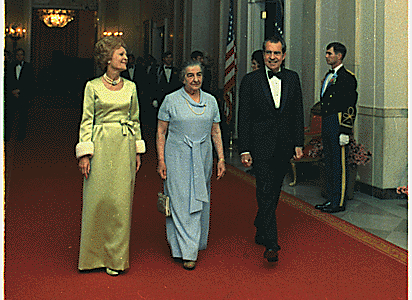
1973년 골다 메이어 이스라엘 총리와 함께한 리처드 닉슨 부부.

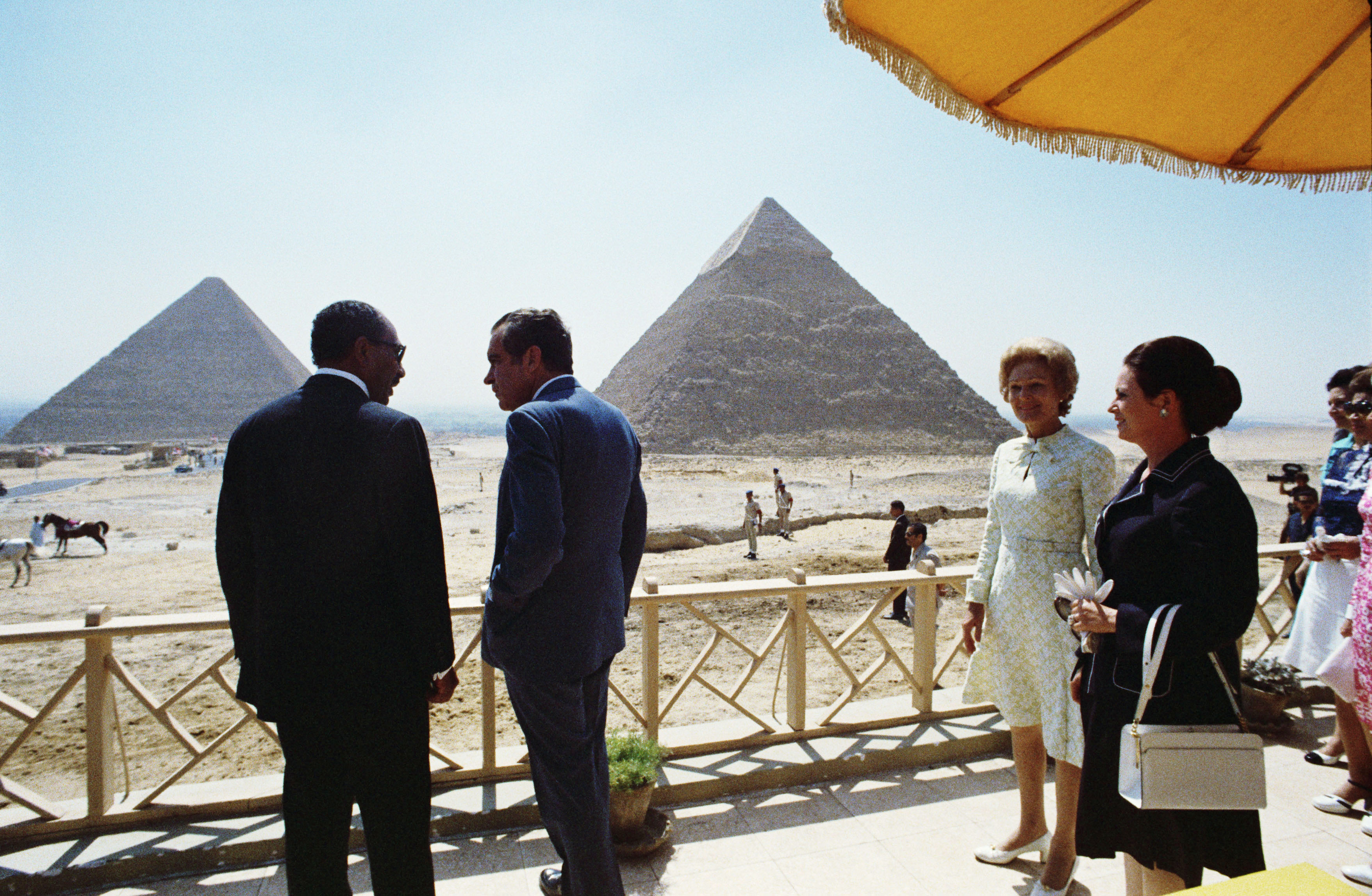
닉슨이 1974년 6월 이집트 대통령 안와르 사다트와 만난다.

첫 임기 초반, 닉슨은 이스라엘의 핵 프로그램에 압력을 가했고, 그의 행정부는 이스라엘이 6일 전쟁에서 점령한 영토에서 철수할 것을 요구하는 평화 계획을 개발했다. 1970년 중반 소련이 이집트에 대한 무기 선적을 늘리자, 닉슨은 이스라엘에 더 가까이 다가섰고, F-4 전투기 선적을 승인했다. 1973년 10월, 이스라엘이 6일 전쟁에서 차지한 영토에 대한 이집트 대통령 안와르 사다트의 협상 제안을 거부한 후, 이집트와 시리아는 이스라엘에 대한 기습 공격을 감행했다. 욤키푸르 전쟁으로 알려진 이 전쟁에서 이집트와 시리아가 초기에 성공을 거두자, 미국은 이스라엘에 막대한 군사 지원을 제공하기 시작했고, 닉슨은 이스라엘에 대한 강력한 지원을 제공하는 것에 대한 키신저의 초기 망설임을 무시했다. 이스라엘이 전쟁의 흐름을 바꾸고 이집트와 시리아로 진격하자, 키신저와 브레즈네프는 휴전을 조직했다. 소련을 추가적인 개입에서 배제하면서, 키신저는 이스라엘과 아랍 국가들 간의 합의를 이끌어내는 데 도움을 주었다.
OPEC은 1960년에 설립되었지만, 1970년 리비아 지도자 무아마르 알 카다피가 리비아의 석유 회사들에게 가격 인상에 동의하도록 강요하면서부터 효과적으로 유가를 통제하게 되었다. 다른 나라들도 뒤를 따랐다. 미국 지도자들은 이러한 가격 인상을 막으려 하지 않았는데, 그들은 가격 인상이 국내 석유 생산을 늘리는 데 도움이 될 것이라고 믿었기 때문이다. 이러한 생산 증가는 실현되지 않았고, 1973년에는 미국이 국내 생산량의 1.5배 이상을 소비했다. 1973년, 욤키푸르 전쟁에서 이스라엘에 대한 미국의 지원에 대응하여 OPEC 국가들은 석유 생산을 줄이고 가격을 올렸으며, 미국과 이스라엘을 지원했던 다른 국가들을 대상으로 금수조치를 시작했다. 이 금수조치는 1973년 말 미국에서 휘발유 부족과 배급제를 야기했지만, 욤키푸르 전쟁 평화가 정착되면서 결국 산유국들에 의해 종료되었다.

### 유럽
1969년 취임 몇 주 만에 닉슨은 유럽으로 8일간의 여행을 떠났다. 그는 런던에서 영국 총리 해럴드 윌슨을, 파리에서 프랑스 대통령 샤를 드골을 만났다. 그는 또한 루마니아, 유고슬라비아, 폴란드를 포함한 여러 동유럽 국가를 방문하며 획기적인 여행을 했다. 그러나 미국의 NATO 동맹국들은 닉슨의 외교 정책에서 큰 역할을 하지 못했는데, 닉슨은 베트남 전쟁과 데탕트에 집중했기 때문이다. 1971년 미국, 영국, 프랑스, 소련은 베를린 4국 협정을 체결했는데, 이 협정에서 소련은 서베를린이 서독에 통합되지 않는 한 서베를린에 대한 접근을 보장했다.

### 해외 순방 목록

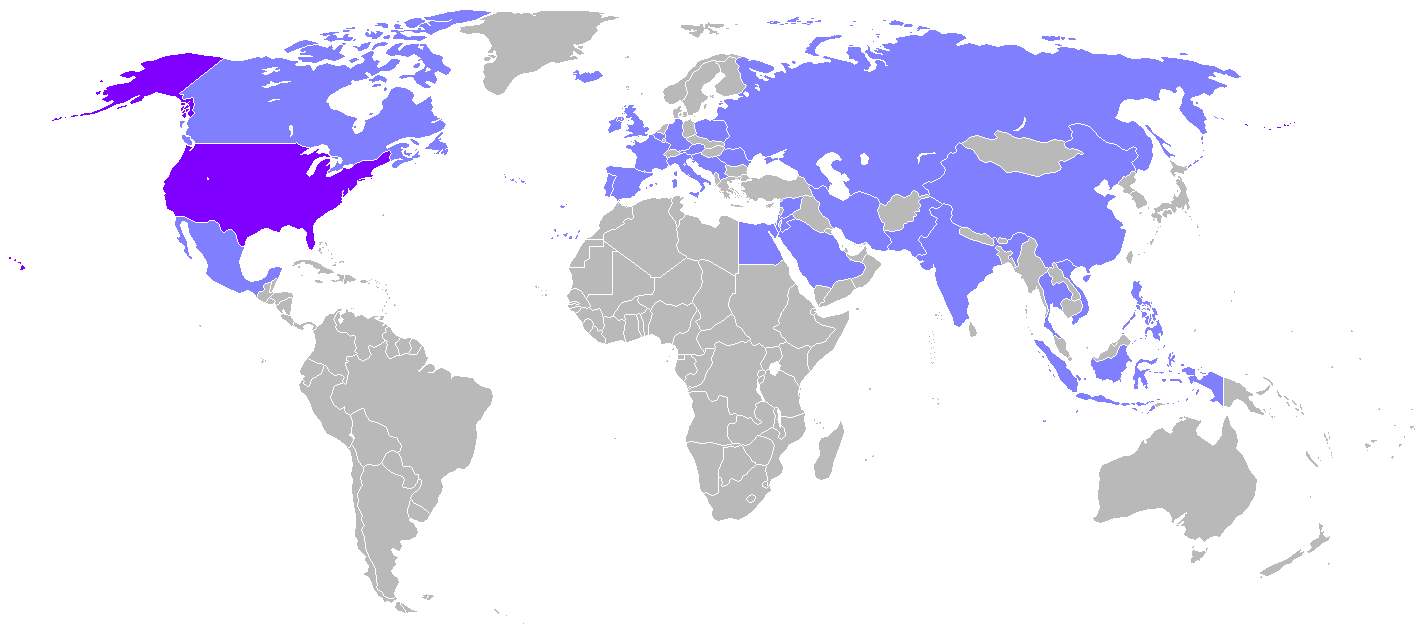
닉슨은 재임 기간 동안 30개국을 15차례 국제 순방했다.

|    | 날짜                      | 국가                     | 위치                         | 상세 |
| -- | ------------------------- | ------------------------ | ---------------------------- | --- |
| 1  | 1969년 2월 23일~24일      | 벨기에                   | 브뤼셀                       | 북대서양이사회 제23차 회의에 참석했다. 보두앵 1세 국왕을 만났다. |
| 1  | 1969년 2월 24일~26일      | 영국                     | 런던                         | 비공식 방문. 여러 차례 공개 연설을 했다. |
| 1  | 1969년 2월 26일~27일      | 서독                     | 서베를린 본                  | 여러 차례 공개 연설을 했다. 분데스탁에서 연설했다. |
| 1  | 1969년 2월 27일~28일      | 이탈리아                 | 로마                         | 주세페 사라가트 대통령과 마리아노 루모르 총리 및 기타 관리들을 만났다. |
| 1  | 1969년 2월 28일~ 3월 2일  | 프랑스                   | 파리                         | 샤를 드골 대통령을 만났다. |
| 1  | 1969년 3월 2일            | 바티칸 시국              | 사도궁                       | 교황 바오로 6세를 알현했다. |
| 2  | 1969년 7월 26일~27일      | 필리핀                   | 마닐라                       | 국빈 방문. 페르디난드 마르코스 대통령을 만났다. |
| 2  | 1969년 7월 27일–28일      | 인도네시아               | 자카르타                     | 국빈 방문. 수하르토 대통령을 만났다. |
| 2  | 1969년 7월 28일~30일      | 태국                     | 방콕                         | 국빈 방문. 푸미폰 아둔야뎃 국왕을 만났다. |
| 2  | 1969년 7월 30일           | 베트남 공화국            | 사이공, 디 안                | 응우옌반티에우 대통령을 만났다. 미군 장병들을 방문했다. |
| 2  | 1969년 7월 31일~8월 1일   | 인도                     | 뉴델리                       | 국빈 방문. 모하마드 히다야툴라 대통령 대행을 만났다. |
| 2  | 1969년 8월 1일~2일        | 파키스탄                 | 라호르                       | 국빈 방문. 야히아 칸 대통령을 만났다. |
| 2  | 1969년 8월 2일~3일        | 루마니아 사회주의 공화국 | 부쿠레슈티                   | 공식 방문. 니콜라에 차우셰스쿠 대통령을 만났다. |
| 2  | 1969년 8월 3일            | 영국                     | RAF 밀든홀                   | 해럴드 윌슨 총리와 비공식 회담을 가졌다. |
| 3  | 1969년 9월 8일            | 멕시코                   | 시우다드 아쿠냐              | 구스타보 디아스 오르다스 대통령과 아미스타드 댐 헌납식에 참석했다. |
| 4  | 1970년 8월 20일~21일      | 멕시코                   | 푸에르토바야르타             | 공식 방문. 구스타보 디아스 오르다스 대통령을 만났다. |
| 5  | 1970년 9월 27일~30일      | 이탈리아                 | 로마, 나폴리                 | 공식 방문. 주세페 사라가트 대통령을 만났다. NATO 남부사령부를 방문했다. |
| 5  | 1970년 9월 28일           | 바티칸 시국              | 사도궁                       | 교황 바오로 6세 알현. |
| 5  | 1970년 9월 30일~ 10월 2일 | 유고슬라비아             | 베오그라드, 자그레브         | 국빈 방문. 요시프 브로즈 티토 대통령을 만났다. |
| 5  | 1970년 10월 2일~3일       | 프랑코 정권              | 마드리드                     | 국빈 방문. 프란시스코 프랑코 총통을 만났다. |
| 5  | 1970년 10월 3일           | 영국                     | 체커스                       | 엘리자베스 2세 여왕과 에드워드 히스 총리와 비공식 회담을 가졌다. |
| 5  | 1970년 10월 3일~5일       | 아일랜드                 | 리머릭, 티마호, 더블린       | 국빈 방문. 잭 린치 타오이샤흐를 만났다. |
| 6  | 1970년 11월 12일          | 프랑스                   | 파리                         | 샤를 드골 전 대통령 추모식에 참석했다. |
| 7  | 1971년 12월 13일~14일     | 포르투갈                 | 테르세이라섬                 | 프랑스 대통령 조르주 퐁피두와 포르투갈 총리 마르셀루 카에타누와 국제 통화 문제에 대해 논의했다. |
| 8  | 1971년 12월 20일~21일     | 버뮤다                   | 해밀턴                       | 에드워드 히스 총리를 만났다. |
| 9  | 1972년 2월 21일~28일      | 중화인민공화국           | 상하이, 베이징, 항저우       | 국빈 방문. 마오쩌둥 당 주석과 저우언라이 총리를 만났다. |
| 10 | 1972년 4월 13일~15일      | 캐나다                   | 오타와                       | 국빈 방문. 롤랜드 미셔너 총독과 피에르 트뤼도 총리를 만났다. 의회에서 연설했다. 오대호 수질 협정에 서명했다. |
| 11 | 1972년 5월 20일~22일      | 오스트리아               | 잘츠부르크                   | 비공식 방문. 브루노 크라이스키 총리를 만났다. |
| 11 | 1972년 5월 22일~30일      | 소련                     | 모스크바, 레닌그라드, 키이우 | 국빈 방문. 알렉세이 코시긴 총리와 레오니트 브레즈네프 서기장을 만났다. SALT I 및 ABM 조약에 서명했다. |
| 11 | 1972년 5월 30일~31일      | 팔라비 왕조              | 테헤란                       | 공식 방문. 모하마드 레자 팔라비 샤를 만났다. |
| 11 | 1972년 5월 31일~6월 1일   | 폴란드 인민공화국        | 바르샤바                     | 공식 방문. 에드바르트 기에레크 제1서기장을 만났다. |
| 12 | 1973년 5월 31일~6월 1일   | 아이슬란드               | 레이캬비크                   | 크리스티아운 엘디아우르든 대통령과 올라푸르 요하네손 총리, 프랑스 대통령 조르주 퐁피두를 만났다. |
| 13 | 1974년 4월 5일~7일        | 프랑스                   | 파리                         | 조르주 퐁피두 전 대통령 추모식에 참석했다. 이후 알랭 포에르 임시 대통령, 이탈리아 대통령 조반니 레오네, 영국 총리 해럴드 윌슨, 서독 총리 빌리 브란트, 덴마크 총리 포울 하르틀링, 소련 지도자 니콜라이 포드고르니 및 일본 총리 다나카 가쿠에이와 별도로 만났다. |
| 14 | 1974년 6월 10일~12일      | 오스트리아               | 잘츠부르크                   | 브루노 크라이스키 총리를 만났다. |
| 14 | 1974년 6월 12일~14일      | 이집트                   | 카이로, 알렉산드리아         | 안와르 사다트 대통령을 만났다. |
| 14 | 1974년 6월 14일~15일      | 사우디아라비아           | 제다                         | 파이살 빈 압둘아지즈 알사우드 국왕을 만났다. |
| 14 | 1974년 6월 15일~16일      | 시리아 아랍 공화국       | 다마스쿠스                   | 하페즈 알아사드 대통령을 만났다. |
| 14 | 1974년 6월 16일~17일      | 이스라엘                 | 텔아비브, 예루살렘           | 에프라임 카치르 대통령과 이츠하크 라빈 총리를 만났다. |
| 14 | 1974년 6월 17일~18일      | 요르단                   | 암만                         | 국빈 방문. 후세인 1세 국왕을 만났다. |
| 14 | 1974년 6월 18일~19일      | 포르투갈                 | 라제스 필드                  | 안토니우 드 스피놀라 대통령을 만났다. |
| 15 | 1974년 6월 25일~26일      | 벨기에                   | 브뤼셀                       | 북대서양 이사회 회의에 참석했다. 보두앵 1세 국왕과 파비올라 왕비, 레오 틴데만스 총리, 독일 총리 헬무트 슈미트, 영국 총리 해럴드 윌슨, 이탈리아 총리 마리아노 루모르와 개별적으로 만났다.                                                                       |
| 15 | 1974년 6월 27일~7월 3일   | 소련                     | 모스크바, 민스크, 오리안다   | 공식 방문. 레오니트 브레즈네프 서기장, 니콜라이 포드고르니 주석, 알렉세이 코시긴 총리를 만났다. 역치 시험 금지 조약에 서명했다. |

## 1972년 대통령 선거

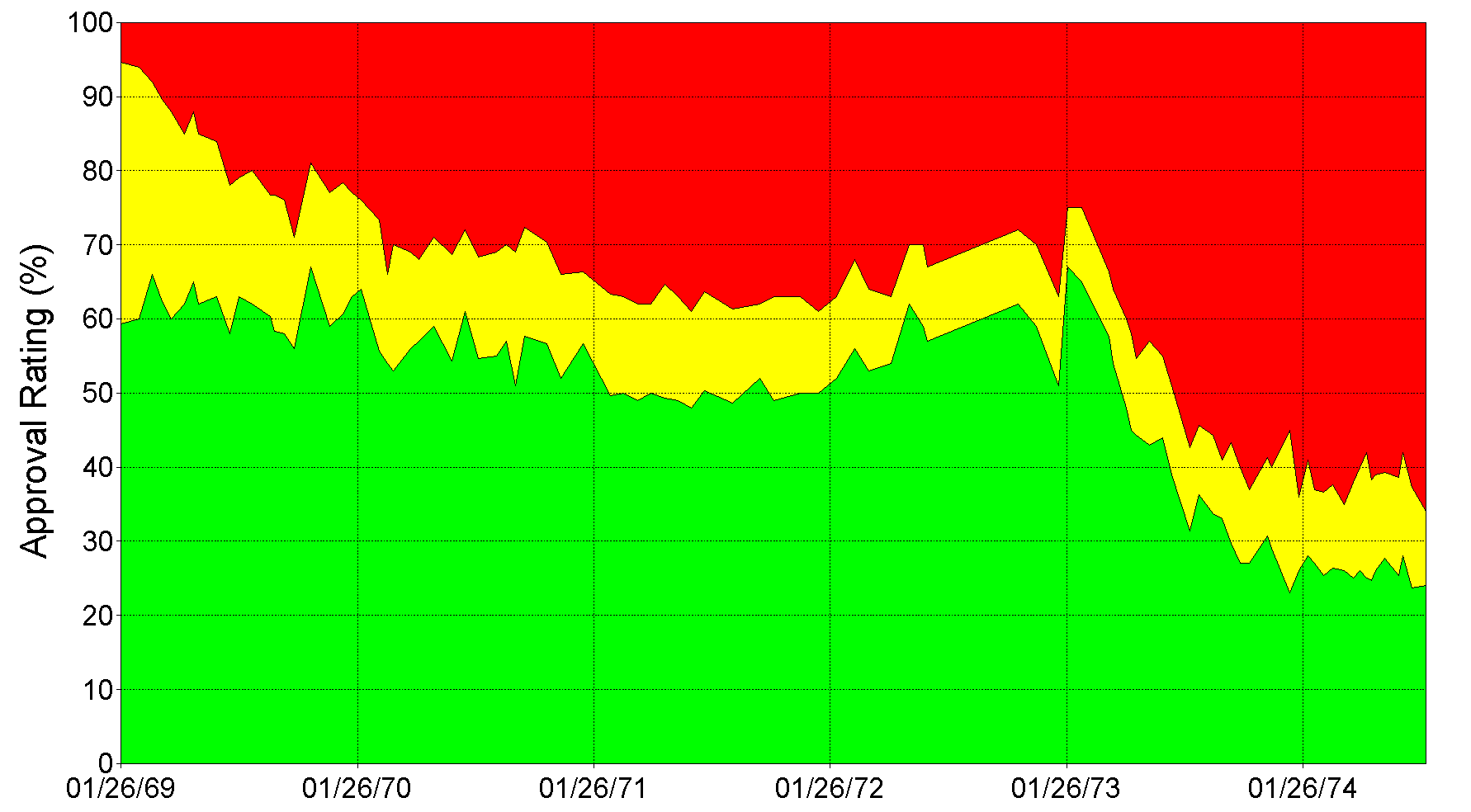
갤럽 여론조사에서 닉슨의 지지율 그래프

닉슨 대통령은 1972년 대통령 선거에서 민주당 조지 맥거번을 물리쳤다. 닉슨 대통령은 미국 역사상 가장 큰 압승 중 하나를 거두며 47,168,710표를 얻어 맥거번의 29,173,222표에 비해 61%의 득표율로 재선되었다. 닉슨 대통령은 선거인단 투표에서도 훨씬 큰 승리를 거두어 맥거번의 17표에 비해 520표를 얻었다.

닉슨은 새로운 중도 우파 정당을 설립하고 존 코널리와 함께 출마하는 가능성을 모색했지만, 결국 공화당 후보로 재선에 도전하기로 결정했다. 중국과 소련과의 성공은 1972년 대통령 선거를 앞두고 그의 지지율을 높였고, 그는 1972년 공화당 경선 초기에 압도적인 재지명 후보였다. 그는 반전 후보인 피트 매클로스키와 데탕트 반대론자 존 애시브룩 두 명의 하원의원과 경선에서 맞붙었다. 닉슨은 뉴햄프셔 경선에서 67.8%라는 편안한 득표율로 승리하며 지명을 사실상 확보했다. 그는 8월 1972년 공화당 전당대회에서 1,348표 중 1,347표를 얻어 재지명되었다. 대의원들은 또한 스피로 애그뉴를 박수 갈채로 재지명했다.
닉슨은 당초 민주당 상대 후보가 매사추세츠주 상원의원 테드 케네디가 될 것이라고 예상했지만, 1969년 채퍼퀴딕 사건으로 인해 케네디는 사실상 경쟁에서 제외되었다. 그럼에도 불구하고 닉슨은 E. 하워드 헌트에게 케네디에 대한 끊임없는 감시를 명령했다. 닉슨은 또한 조지 월리스의 또 다른 독립 출마의 영향을 우려하여, 월리스의 1970년 주지사 선거 운동을 무산시키기 위해 앨버트 브루어의 실패한 캠페인에 40만 달러를 기부했다. 월리스는 1972년 선거 운동 기간 동안 여러 민주당 예비선거에서 승리했지만, 암살 시도로 심각한 부상을 입은 후 민주당 후보 지명을 받거나 제3당 후보로 출마할 가능성은 사라졌다.
케네디가 경주에서 벗어나자, 메인주 상원의원 에드먼드 머스키와 휴버트 험프리가 1972년 민주당 후보 지명 경쟁의 선두 주자로 부상했다. 조지 맥거번 상원의원이 6월 캘리포니아 예비선거에서 승리하면서 7월 민주당 전당대회에 압도적인 우승 후보로 진입했다. 맥거번은 첫 투표에서 지명을 받았지만, 전당대회는 혼란스러운 부통령 선출 과정을 겪었다. 전당대회는 결국 미주리주 상원의원 토머스 이글턴을 맥거번의 러닝메이트로 지명했다. 이글턴이 정신건강 치료, 특히 전기충격요법을 받았다는 사실이 공개되자 이글턴은 경주에서 물러났다. 맥거번은 메릴랜드주 출신의 케네디 사돈인 사전트 슈라이버로 그를 대체했다.
맥거번은 국방비 지출을 대폭 삭감할 의사를 밝혔고 병역 기피자와 낙태할 권리 지지자에 대한 사면을 지지했다. 일부 지지자들은 마약 합법화를 지지하는 것으로 여겨졌으며, 맥거번은 "사면, 낙태, 그리고 환각제"를 상징하는 인물로 인식되었다. 그는 주로 이글턴 사건으로 인해 선거 운동을 잘못 관리했다는 광범위한 인식으로 인해 더욱 타격을 입었다. 맥거번은 "닉슨 행정부가 우리 국가 역사상 가장 부패한 행정부"라고 주장했지만, 그의 공격은 거의 효과가 없었다. 한편 닉슨은 인종 및 문화적 문제에 대한 민주당의 입장에 반감을 느낀 많은 노동 계급 민주당원들에게 호소했다. 연방선거운동법에 의해 부과된 캠페인 기금 모금에 대한 새로운 제한에도 불구하고, 닉슨은 맥거번보다 훨씬 많은 기금을 모금했으며, 그의 캠페인은 라디오 및 텔레비전 광고를 지배했다.
1972년 내내 여론 조사에서 앞섰던 닉슨은 베트남에서의 평화 전망과 경제 호황에 초점을 맞췄다. 닉슨은 1972년 11월 7일 미국 역사상 가장 큰 압승 중 하나로 두 번째 임기에 당선되었다. 그는 47,168,710표를 얻어 맥거번의 29,173,222표에 비해 61%의 득표율을 기록했고, 선거인단 투표에서도 훨씬 큰 승리를 거두어 맥거번의 17표에 비해 520표를 얻었다. 닉슨의 압도적인 승리에도 불구하고, 민주당은 동시에 치러진 의회 선거에서 양원 모두에서 다수당 지위를 유지했다. 선거 후, 많은 보수적인 남부 민주당 하원의원들은 공화당에 하원의 통제권을 넘겨주기 위해 정당을 바꾸는 가능성을 진지하게 논의했지만, 이러한 논의는 워터게이트 스캔들로 인해 무산되었다.

## 워터게이트 사건과 사임

### 대통령 재선 위원회
대법원이 펜타곤 문서 출판을 막아달라는 닉슨 행정부의 요청을 거부하자, 닉슨과 얼릭먼은 "배관공들"로도 알려진 백악관 특별 조사팀을 설립했다. 배관공들은 미래의 정보 유출을 막고 펜타곤 문서 유출의 배후에 있었던 대니얼 엘즈버그에게 보복하는 임무를 맡았다. 배관공에 합류한 사람들 중에는 G. 고든 리디, E. 하워드 헌트, 찰스 콜슨이 있었다. 배관공 설립 직후, 이 조직은 엘즈버그의 정신과 의사 사무실에 침입했다. 닉슨의 재선 캠페인은 공화당 전국위원회에 의존하기보다는, 주로 최고 지도부가 전 백악관 직원들로 구성된 대통령 재선 위원회 (CRP)를 통해 이루어졌다. 리디와 헌트는 CRP에 참여하여 민주당원들에 대한 첩보 활동을 수행했다.
1972년 민주당 예비선거 기간 동안, 닉슨과 그의 동맹자들은 맥거번 상원의원이 총선에서 가장 약한 민주당 후보가 될 것이라고 믿었고, CRP는 맥거번의 강점을 강화하기 위해 노력했다. 닉슨은 각 CRP 활동의 세부 사항에 대해 통보받지 못했지만, 전반적인 작전을 승인했다. CRP는 특히 머스키를 겨냥하여, 머스키의 운전사를 스파이로 비밀리에 고용했다. CRP는 또한 명목상 머스키를 지지하는 위장 단체를 설립하고, 이 단체들을 이용하여 다른 민주당 후보들을 공격했다. 헨리 M. 잭슨 상원의원은 동성애 활동으로 체포된 혐의를 받았고, 험프리는 음주 운전 사건에 연루되었다고 주장되었다. 1972년 6월, 헌트와 리디는 워터게이트 콤플렉스에 있는 민주당 전국위원회 본부 침입 사건을 주도했다. 침입은 경찰에 의해 저지되었고, 닉슨 행정부는 사건과의 관련성을 부인했다. 침입자들은 1972년 9월에 기소되었지만, 연방 판사 존 시리카는 선거가 끝날 때까지 이 사건에 대한 함구령을 내렸다. 워터게이트는 1972년 선거 운동 기간 동안 뉴스에 계속 등장했지만, 선거에는 상대적으로 거의 영향을 미치지 않았다. 워터게이트 침입의 동기는 여전히 논란의 여지가 있다.

### 워터게이트 사건

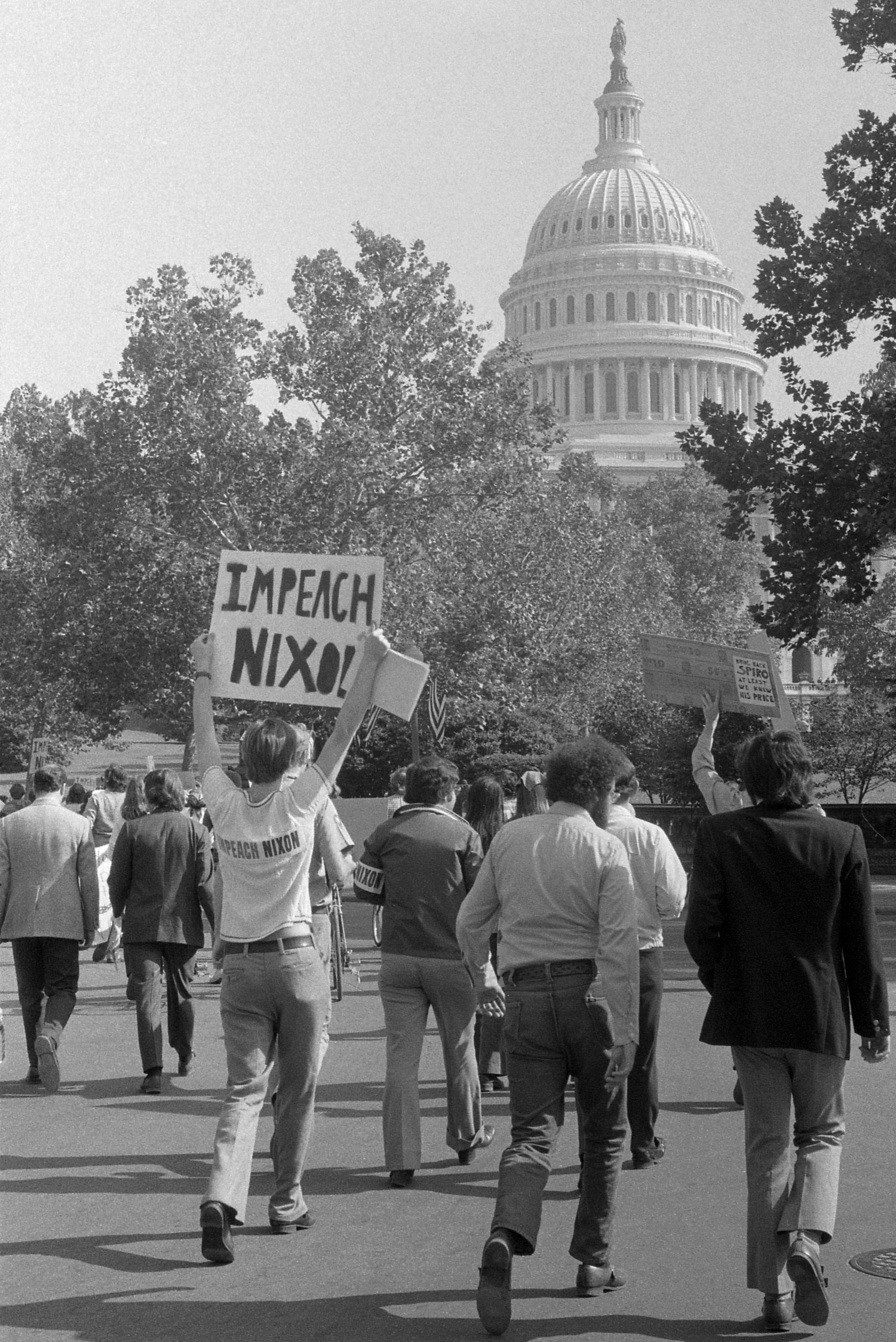
워터게이트 사건이 고조되던 1973년 10월, 캐피틀힐에서 닉슨의 탄핵을 요구하는 시위자.

닉슨은 워터게이트 침입 사건을 사전에 알지 못했을 수도 있지만, 그는 은폐에 가담했다. 닉슨과 홀더먼은 FBI에 워터게이트 수사를 중단하도록 압력을 가했고, 백악관 법률고문 존 딘은 워터게이트 침입자들이 백악관을 연루시키지 않으면 돈과 특별 사면을 약속했다. 워터게이트 침입자들은 1973년 1월 백악관을 연루시키지 않고 유죄 판결을 받았지만, 의회 의원들은 워터게이트에서 닉슨의 역할에 대한 조사를 조직했다. 팁 오닐 의원이 언급했듯이, 1972년 선거 운동에서 닉슨과 그의 동맹자들은 "너무 많은 일을 저질렀다. 너무 많은 사람들이 그것에 대해 알고 있다. 그것을 조용히 유지할 방법이 없다. 탄핵이 이 의회를 강타할 때가 올 것이다." 닉슨은 두 번째 임기 동안 외교 문제에서 계속 활발했지만, 워터게이트 스캔들의 여파는 어떤 주요 국내 이니셔티브도 사실상 불가능하게 만들었다.
마이크 맨스필드 상원 다수당 원내대표의 촉구에 따라 노스캐롤라이나주 상원의원 샘 어빈이 상원의 워터게이트 조사에서 주도적인 역할을 맡았다. 어빈의 지도 아래 상원은 워터게이트를 조사하고 청문회를 개최하기 위해 대통령 선거 운동 활동 특별 위원회를 설립했다. "워터게이트 청문회"는 텔레비전으로 중계되었고 널리 시청되었다. 다양한 증인들이 워터게이트 침입 사건뿐만 아니라 다양한 행정부 관리들의 다른 혐의 있는 불법 행위들에 대한 세부 사항을 진술함에 따라 닉슨의 지지율은 급락했다. 언론인 밥 우드워드와 칼 번스틴도 워터게이트 조사를 주요 뉴스 항목으로 유지하는 데 도움을 주었다. 닉슨은 청문회를 당파적인 마녀사냥으로 폄하하려고 시도했지만, 일부 공화당 상원의원들은 조사에 적극적으로 참여했다. 1973년 4월, 닉슨은 1973년 4월 홀더먼, 얼릭먼, 그리고 리처드 클라인딘스트 법무장관을 해임하고 클라인딘스트 대신 엘리엇 리처드슨을 임명했다. 닉슨의 허락을 받아 리처드슨은 워터게이트 조사를 담당하는 독립 특별검사로 아치볼드 콕스를 임명했다.
닉슨이 자신을 은폐의 희생양으로 삼을까 두려워 존 딘은 워터게이트 조사관들과 협력하기 시작했다. 6월 25일, 딘은 닉슨이 강도 사건 은폐를 계획하는 데 도움을 주었다고 비난했고, 다음 달, 백악관 보좌관 알렉산더 버터필드는 닉슨이 오벌 오피스에서 자신의 대화와 전화 통화를 녹음하는 비밀 녹음 시스템을 가지고 있다고 증언했다. 콕스와 상원 워터게이트 위원회 모두 닉슨에게 테이프를 넘겨줄 것을 요청했지만, 닉슨은 행정 특권과 국가 안보 문제를 이유로 거부했다. 백악관과 콕스는 1973년 10월 23일 "토요일 밤의 학살"까지 대치 상태에 있었는데, 이때 닉슨은 법무부에 콕스를 해고할 것을 요구했다. 리처드슨과 윌리엄 러클스하우스 법무부 차관보 모두 닉슨의 명령을 따르기보다는 사임했지만, 법무부의 차기 계승자인 로버트 보크가 콕스를 해고했다.
해고는 의회를 격분시켰고 대중의 항의를 불러일으켰다. 10월 30일, 하원 법사 위원회는 가능한 탄핵 절차를 고려하기 시작했고, 다음 날 레온 야워스키가 콕스의 후임으로 지명되었으며, 곧이어 대통령은 요청된 테이프를 넘겨주기로 동의했다. 몇 주 후 테이프가 넘어갔을 때, 닉슨의 변호사들은 1972년 6월 20일 백악관에서 이루어진 대화의 오디오 테이프 중 하나에 18분 30초의 공백이 있다고 밝혔다. 닉슨의 개인 비서인 로즈 메리 우즈는 자신이 테이프를 전사하는 동안 실수로 해당 부분을 지웠다고 주장했지만, 그녀의 설명은 널리 조롱받았다. 이 공백은 대통령의 잘못에 대한 결정적인 증거는 아니었지만, 닉슨이 은폐에 대해 1973년 초까지 알지 못했다는 진술에 의문을 제기했다. 같은 달, 언론과의 1시간짜리 텔레비전 질문 및 답변 시간에 닉슨은 자신이 실수를 저질렀지만, 강도 사건을 사전에 알지 못했고, 어떠한 법도 위반하지 않았으며, 1973년 초까지 은폐에 대해 알지 못했다고 주장했다. 그는 "나는 사기꾼이 아니다. 나는 내가 가진 모든 것을 얻었다"고 선언했다.
1973년 말과 1974년 초까지 닉슨은 잘못에 대한 비난을 계속 회피하며 자신이 무죄임을 밝히겠다고 맹세했다. 한편, 법원과 의회에서는 상황이 계속해서 최고조로 치닫고 있었다. 1974년 3월 1일, 대배심은 전직 행정부 관리 7명을 워터게이트 강도 사건 수사를 방해하기 위해 공모한 혐의로 기소했다. 대배심은 나중에 닉슨을 불기소 공모자로도 지명했다는 것이 밝혀졌다. 4월에는 미국 하원 사법위원회가 대통령의 대화 42개 테이프에 대한 소환을 의결했고, 특별검사도 더 많은 테이프와 문서를 소환했다. 백악관은 다시 한번 행정 특권을 주장하며 두 소환을 모두 거부했다. 이에 대해 하원 사법위원회는 5월 9일 대통령에 대한 탄핵 청문회를 시작했다. 텔레비전으로 중계된 이 청문회는 탄핵 조항에 대한 투표로 절정을 이루었고, 첫 번째는 1974년 7월 27일 사법 방해에 대해 27대 11로 찬성표가 나왔다. 공화당원 6명과 민주당원 21명 모두 "찬성"표를 던졌다. 7월 24일, 대법원은 만장일치로 선별된 녹취록이 아니라 전체 테이프가 공개되어야 한다고 판결했다.

### 사임

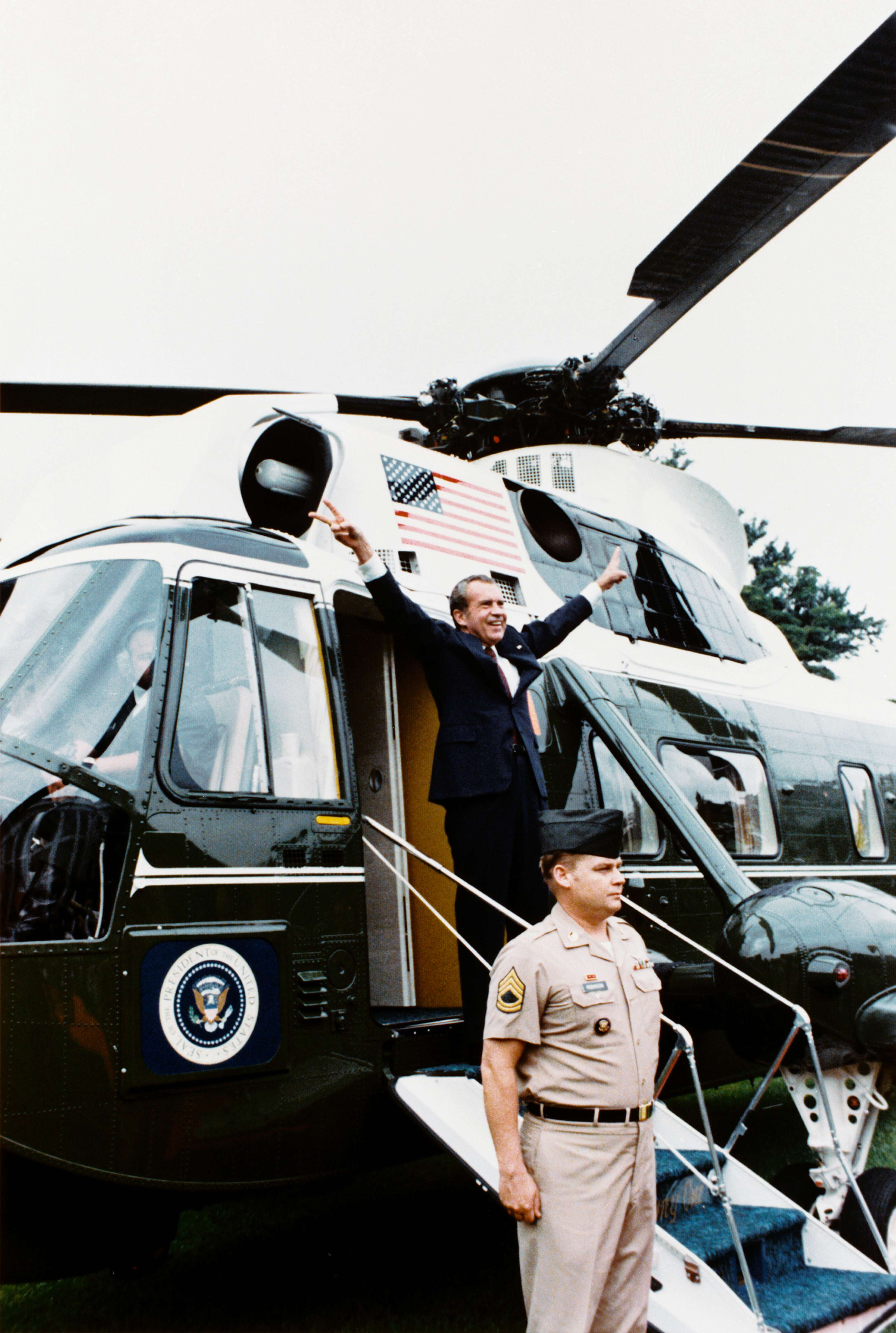
닉슨이 1974년 8월 9일 대통령직 사임 후 백악관을 떠나면서 V자 승리 사인을 하고 있다.

지속적인 폭로로 인해 지지 기반이 약화되었음에도 불구하고 닉슨은 탄핵을 피하기를 희망했다. 그러나 새로 공개된 테이프 중 하나인 "스모킹 건" 테이프는 침입 사건 며칠 후 녹음된 것으로, 닉슨이 워터게이트 강도 사건과 백악관의 관련성을 사건 직후 보고받았고, 수사를 방해할 계획을 승인했음을 보여주었다. 1974년 8월 5일 테이프 공개와 함께 발표된 성명에서 닉슨은 워터게이트 침입 사건의 진실을 언제 알았는지에 대해 국가를 오도한 책임을 인정하며, 자신이 기억의 공백을 겪었다고 밝혔다.
8월 7일, 닉슨은 공화당 의회 지도자들과 "탄핵 상황을 논의하기 위해" 오벌 오피스에서 만났고, 의회에서의 그의 지지가 거의 사라졌다는 말을 들었다. 그들은 대통령에게 암울한 그림을 그렸다. 그는 본회의에서 탄핵 안건이 표결에 부쳐질 때 확실히 탄핵될 것이며, 상원에서는 그를 유죄로 판결할 충분한 표가 있을 뿐만 아니라, 15명 정도의 상원의원만이 무죄 판결에 찬성할 의향이 있었다. 그날 밤, 자신의 대통령직이 사실상 끝났음을 알게 된 닉슨은 사임을 최종 결정했다.
8월 8일 오전 11시, 마지막 재임 만료일에 닉슨은 제럴드 포드 부통령에게 자신의 임박한 사임을 알렸다. 그날 저녁, 닉슨은 국가에 사임 의사를 발표했다. 연설은 오벌 오피스에서 진행되었으며 라디오와 텔레비전으로 생중계되었다. 닉슨은 효과적인 통치에 필요한 의회의 정치적 지지를 잃었기 때문에 국가를 위해 사임한다고 밝히고, 국민에게 새로운 대통령 제럴드 포드를 지지해달라고 요청했다. 닉슨은 이어서 자신의 재임 기간 동안의 성과, 특히 외교 정책에서의 성과를 언급했으며, "경기장 안의 사람" 연설을 인용하며 마무리했다.</ref> 닉슨의 연설에는 어떤 잘못의 인정도 없었다. 전기 작가 콘래드 블랙은 "어떤 미국 대통령에게도 전례 없는 굴욕으로 의도된 것을 닉슨은 거의 비난할 수 없는 입법적 지지 부족에 대한 가상적인 의회적 승인으로 전환시켰다"고 평했다. 초기 네트워크 논평자들의 반응은 대체로 호의적이었으며, CBS의 로저 머드만이 닉슨이 문제를 회피했으며, 은폐에서의 자신의 역할을 인정하지 않았다고 언급했다.
다음 날 아침인 1974년 8월 9일, 닉슨은 "나는 이로써 미국 대통령직에서 사임한다"는 짧은 서한을 키신저에게 제출하며 공식적으로 사임했다. 이후 키신저는 서한을 받았음을 인정하며 서명했고, 닉슨의 대통령직이 종료된 시간인 오전 11시 35분을 기록했다. 제럴드 포드는 자신의 대통령 취임 후 첫 공개 성명에서 "국민 여러분, 우리의 길고도 끔찍한 악몽은 끝났습니다"라고 선언했다. 닉슨은 사망 이외의 이유로 임기 중 퇴임한 최초의 미국 대통령이었다. 현재까지 그는 사임한 유일한 대통령으로 남아있다. 닉슨이 퇴임한 지 한 달 후, 포드 대통령은 닉슨이 대통령 재임 중 "저질렀거나 저질렀을 수 있는" 모든 연방 범죄에 대해 무조건적인 사면을 부여했는데, 이 조치가 공화당원들 사이에서도 인기가 없을 것이고 자신의 선거 전망에 해가 될 것이라는 것을 충분히 알고 있었으며, 실제로 그러했다.

## 역사적 평가
역사가 및 정치학자들의 여론 조사는 대체로 닉슨을 평균 이하의 대통령으로 평가한다. 2018년 미국 정치학회 대통령 및 행정 정치 부문 여론 조사에서 닉슨은 33번째로 위대한 대통령으로 평가되었다. 2017년 C-SPAN의 역사가 여론 조사에서는 닉슨이 28번째로 위대한 대통령으로 평가되었다. 역사가 스티븐 앰브로즈에 따르면, "닉슨은 자신이 이룬 업적으로 평가받기를 원했다. 그러나 그는 두 번째 임기 동안 나라를 힘들게 한 악몽과 자신의 사임으로 기억될 것이다." 반면 전기 작가 콘래드 블랙은 "닉슨은 인간으로서도, 정치가로서도 자신의 결점 때문에 지나치게 비난받고 미덕은 충분히 인정받지 못했다. 그러나 역사 수정주의의 정신으로 보더라도 단순한 평가는 불가능하다"고 말한다.
역사가이자 정치학자인 제임스 매클레거 번스는 닉슨에 대해 "이토록 독특하고, 탁월하면서도 도덕적으로 결함이 있는 대통령을 어떻게 평가할 수 있을까?"라고 물었다. 정치 역사가이자 여론조사 전문가인 더글러스 쇤은 닉슨이 전후 미국 정치에서 가장 중요한 인물이었다고 주장하며, 헌법학 교수 캐스 선스타인은 2017년에 "미국 역사상 가장 중요한 대통령 5명을 꼽는다면, 닉슨이 그 목록에 속한다고 주장할 수 있다"고 언급했다. 역사가 멜빈 스몰은 "닉슨의 백악관 시절을 그의 성격과 사임을 야기한 스캔들을 고려하지 않고 평가한다면, 그의 대통령직은 결코 실패라고 할 수 없을 것이다"라고 주장한다. 그러나 스몰은 또한 "워터게이트 사건은 1972년 CREEP 요원들이 민주당 본부에 침입하면서 시작된 것이 아니다. 닉슨이 백악관에 취임하면서 자신의 비밀 자금으로 적들과 정당한 방법이든 부당한 방법이든 싸울 준비를 하면서 시작되었다... 그 전이나 후에 어떤 대통령도 헌법 원칙을 위반하는 심각한 불법 및 초법적 행위를 그토록 많이 명령하거나 참여하지 않았다"고 말한다.
밀러 공공정책센터의 켄 휴스는 "닉슨을 자유주의자, 중도파, 또는 보수주의자로 분류하는 학자들은 각 분류에 대한 충분한 증거를 찾지만, 어느 분류에 대한 결정적인 증거는 없다... 외교 및 국내 정책에서 닉슨의 성향은 보수적이었지만, 그는 1960년대 말, 자유주의의 전후 정점에 대통령직을 맡았다"고 지적한다. 제임스 패터슨은 닉슨을 시어도어 루스벨트를 제외하고 20세기 "가장 자유주의적인 공화당" 대통령으로 묘사한다. 닉슨은 베트남, 중국, 소련에 대한 자신의 정책을 역사에서 자신의 위치를 정하는 데 핵심적이라고 보았다. 닉슨의 한때 상대였던 조지 맥거번은 1983년에 "닉슨 대통령은 아마도 제2차 세계대전 이후 어떤 대통령보다도 중국과 소련이라는 두 초강대국에 대해 더 실용적인 접근 방식을 가지고 있었다... 베트남 전쟁의 용서할 수 없는 지속을 제외하고, 닉슨은 역사에서 정말로 높은 평가를 받을 것이다"라고 언급했다. 정치학자 유시 한히매키는 닉슨의 외교가 외교적 수단에 의한 냉전 봉쇄 정책의 연속일 뿐이었다고 반대한다. 역사가 키스 W. 올슨은 닉슨이 베트남과 워터게이트에서 비롯된 정부에 대한 근본적인 불신이라는 유산을 남겼다고 썼다. 또 다른 유산은 한동안 의회가 전쟁 권한법과 1974년 의회 예산 및 자금 동결 통제법과 같은 제한적인 법안을 통과시키면서 대통령의 권한이 감소한 것이었다. 닉슨이 존슨 행정부로부터 높은 인플레이션율을 물려받았음을 인정하면서도, 역사가 조슈아 자이츠는 닉슨의 경제 처리 "무능"을 비판하며, 닉슨의 물가 통제 및 기타 행정 정책이 높은 실업률뿐만 아니라 더 높은 인플레이션과 함께 스태그플레이션 시기를 초래했다고 주장한다.
닉슨은 너무나 경멸의 대상이 되어 다양한 미디어, 특히 애니메이션 시트콤 심슨 가족과 퓨처라마에서 그가 살아있을 때와 사후 모두 "농담의 대상"이 되었으며, 실제 생활에서와 마찬가지로 하찮고 거짓말쟁이이며 앙심 깊은 인물로 과장되게 묘사되었다.

### 인용문
1. ↑  사임
2. 1 2  Aitken, 577쪽.
3. 1 2 3  Rottinghaus, Brandon; Vaughn, Justin S. (2018년 2월 19일). “How Does Trump Stack Up Against the Best — and Worst — Presidents?”. 《뉴욕 타임스》. 2018년 3월 6일에 확인함.
4. 1 2  “Siena's 6th Presidential Expert Poll 1982 – 2018”. Siena College Research Institute. 2019년 2월 13일.
5. 1 2 3  “Presidential Historians Survey 2017”. 《C-SPAN》. 2018년 5월 14일에 확인함.
6. ↑  “Kennedy In Speculation”, 《The Free Lance-Star》 (Fredericksburg, Virginia), 1968년 3월 13일, 3쪽[깨진 링크(과거 내용 찾기)]
7. 1 2  “The Vice President”. 《The Life》. Richard Nixon Presidential Library. 2013년 6월 15일에 원본 문서에서 보존된 문서. 2008년 7월 18일에 확인함.
8. ↑  Small 1999, 22–23쪽.
9. ↑  Parmet, 502쪽.
10. ↑  Johns, Andrew L. (Spring 2000). 《Achilles' Heel: The Vietnam War and George Romney's Bid for the Presidency, 1967 to 1968》. 《Michigan Historical Review》 26. 1–29쪽. doi:10.2307/20164896. JSTOR 20164896.
11. ↑  Small 1999, 23–24쪽.
12. ↑  Parmet, 503–508쪽.
13. ↑  Parmet, 509쪽.
14. ↑  Small 1999, 24–25쪽.
15. ↑  “Richard Nixon:Campaigns and Elections”. Charlottesville, Virginia: Miller Center of Public Affairs, University of Virginia. 2016년 10월 4일. 2017년 6월 22일에 확인함.
16. ↑  Smith, Stephen; Ellis, Kate (2008년 10월 25일). “Timeline of the 1968 Campaign”. 《Campaign '68》. St. Paul, Minnesota: American RadioWorks American Public Media. 2017년 6월 22일에 확인함.
17. ↑  “McCarthy galvanized opposition to Vietnam War”. 《Los Angeles Times》. 2005년 12월 11일. 2017년 6월 22일에 확인함.
18. ↑  Small 1999, 25쪽.
19. 1 2  Sabato, Larry J. (2015년 11월 5일). “1968: Ball of Confusion”. 《Sabato's Crystal Ball》. Charlottesville, Virginia: University of Virginia Center for Politics. 2017년 6월 22일에 확인함.
20. ↑  Small 1999, 26–27쪽.
21. ↑  Small 1999, 31쪽.
22. ↑  “The President”. 《The Life of Richard Nixon》. Yorba Linda, California: Richard Nixon Presidential Museum and Library NARA. 2017년 7월 10일에 원본 문서에서 보존된 문서. 2017년 6월 22일에 확인함.
23. ↑  Morrow, Lance (1996년 9월 30일). “Naysayer To The Nattering Nabobs: Spiro T. Agnew, 1918–1996”. 《타임》. 148권 16호. 2011년 7월 16일에 확인함.
24. ↑  Black, 513–514쪽.
25. ↑  Schulzinger, 413쪽.
26. 1 2  Small 1999, 28–30쪽.
27. ↑  Nixon Tried to Spoil Johnson’s Vietnam Peace Talks in ’68, Notes Show, New York Times, Politics Section, Peter Baker, January 2, 2017.  See also H.R. Haldeman's Notes from Oct. 22, 1968, NY Times, December 31, 2016, which reprints four pages of Haldeman's notes.
28. ↑  Black, 558쪽.
29. 1 2  Small 1999, 30쪽.
30. ↑  Evans & Novak, 33–34쪽.
31. 1 2 3  Leuchtenburg, 478–481쪽.
32. ↑  Small 1999, 45–46쪽.
33. ↑  Small 1999, 46쪽.
34. ↑  Leuchtenburg, 474, 483쪽.
35. ↑  Small 1999, 49쪽.
36. ↑  Small 1999, 56–58쪽.
37. ↑  Leuchtenburg, 490–491쪽.
38. ↑  Small 1999, 155쪽.
39. ↑  Small 1999, 39–40쪽.
40. 1 2  Small 1999, 36–37쪽.
41. ↑  Small 1999, 40쪽.
42. ↑  Small 1999, 207쪽.
43. ↑  Leuchtenburg, 523–524쪽.
44. ↑  Weiner, Tim (February 20, 2010). “Alexander M. Haig Jr., 85, Forceful Aide to 2 Presidents, Dies”. 《뉴욕 타임스》. February 23, 2010에 원본 문서에서 보존된 문서. February 20, 2010에 확인함.
45. ↑  Debusmann Jr, Bernd (2023년 11월 30일). “Former US Secretary of State Henry Kissinger dies aged 100”. 《BBC》. 2024년 12월 9일에 원본 문서에서 보존된 문서. 2024년 12월 9일에 확인함.
46. 1 2  Sandomir, Richard (2017년 1월 18일). “George Beall, Prosecutor Who Brought Down Agnew, Dies at 79”. 《뉴욕 타임스》. 2017년 6월 19일에 확인함.
47. ↑  “Gerald Ford”. 《history.com》. New York: A&E Networks. 2009. 2017년 6월 17일에 확인함.
48. ↑  Ambrose 1989, 231–232, 239쪽.
49. 1 2  Galloway, Russell (1987년 1월 1일). 《The Burger Court (1969–1986)》. 《Santa Clara Law Review》 27. 2016년 2월 28일에 확인함.
50. ↑  Small 1999, 166–167쪽.
51. 1 2  Clouatre, Douglas (2012). 《Presidents and their Justices》. University Press of America. 249–251쪽. ISBN 9780761853749.
52. ↑  부채 비율을 제외한 모든 수치는 10억 달러 단위로 표시된다. 수입, 지출, 적자, GDP, 부채 수치는 1976년 이전에 6월 30일에 종료되는 회계 연도를 기준으로 계산된다.
53. ↑  GDP 대비 공공 부채 비율을 나타낸다.
54. ↑  “Historical Tables”. 《whitehouse.gov》. Office of Management and Budget. Table 1.1. 2021년 3월 4일에 확인함.
55. ↑  “Historical Tables”. 《whitehouse.gov》. Office of Management and Budget. Table 1.2. 2021년 3월 4일에 확인함.
56. ↑  “Historical Tables”. 《whitehouse.gov》. Office of Management and Budget. Table 7.1. 2021년 3월 4일에 확인함.
57. 1 2 3 4  “Richard Nixon: Domestic Affairs”. Charlottesville, Virginia: Miller Center of Public Affairs, University of Virginia. 2016년 2월 24일에 확인함.
58. 1 2  Ambrose 1989, 225–226쪽.
59. ↑  Shinkoskey, Robert Kimball (2014). 《The American Kings: Growth in Presidential Power from George Washington to Barack Obama》. Eugene, Oregon: Wipf and Stock. 290쪽. ISBN 978-1-62564-194-6.
60. ↑  Small 1999, 205쪽.
61. 1 2  Bowles, Nigel. "Economic Policy" in Small 2011, 235–251쪽.
62. 1 2  Aitken, 399–400쪽.
63. ↑  Small 1999, 208–210쪽.
64. 1 2  Small 1999, 203–204쪽.
65. 1 2 3 4 5 6  Hetzel, Robert L. (2008). 《The Monetary Policy of the Federal Reserve》. New York: Cambridge University Press. 92쪽. ISBN 978-0-521-88132-6.
66. ↑  Patterson, 737, 785–786쪽.
67. ↑  Small 1999, 185–186쪽.
68. ↑  Small 1999, 187–188쪽.
69. ↑  Small 1999, 188–189쪽.
70. 1 2  Small 1999, 189–190쪽.
71. ↑  Small 1999, 190–191쪽.
72. ↑  Aitken, 395쪽.
73. ↑  Patterson, 721쪽.
74. ↑  〈National health insurance〉. 《Congressional Quarterly Almanac 91st Congress 2nd Session – 1970》. 《Congressional Quarterly Almanac Plus》 26 (Washington, D.C.: Congressional Quarterly). 1971. 603–605쪽. ISSN 0095-6007. OCLC 1564784.
75. ↑  〈Health insurance: hearings on new proposals〉. 《Congressional Quarterly Almanac 92nd Congress 1st Session – 1971》. 《Congressional Quarterly Almanac Plus》 27 (Washington, D.C.: Congressional Quarterly). 1972. 541–544쪽. ISSN 0095-6007. OCLC 1564784.
76. ↑  Stockman, Farah (2012년 6월 23일). “Recalling the Nixon-Kennedy health plan”. 《보스턴 글로브》 (Boston, Massachusetts). 2017년 6월 26일에 확인함.
77. 1 2 3 4 5  Mayes, Rick (2004). 《Universal Coverage: The Elusive Quest for National Health Insurance》. Ann Arbor, Michigan: University of Michigan Press. 88–97쪽. ISBN 978-0-472-11457-3.
78. ↑  〈Welfare reform deleted from Social Security bill〉. 《Congressional Quarterly Almanac 92nd Congress 2nd Session – 1972》. 《Congressional Quarterly Almanac Plus》 28 (Washington, D.C.: Congressional Quarterly). 1973. 899–914쪽. ISSN 0095-6007. OCLC 1564784.
79. ↑  〈Limited experimental health bill enacted〉. 《Congressional Quarterly Almanac 93rd Congress 1st Session – 1973》. 《Congressional Quarterly Almanac Plus》 29 (Washington, D.C.: Congressional Quarterly). 1974. 499–508쪽. ISSN 0095-6007. OCLC 1564784.
80. ↑  〈National health insurance: no action in 1974〉. 《Congressional Quarterly Almanac. 93rd Congress 2nd Session – 1974》. 《Congressional Quarterly Almanac Plus》 30 (Washington, D.C.: Congressional Quarterly). 1975. 386–394쪽. ISSN 0095-6007. OCLC 1564784.
81. ↑  Hall, Kevin G. “Democrats' health plans echo Nixon's failed GOP proposal”. Washington, D.C.: McClatchy Washington Bureau. 2017년 6월 28일에 확인함.
82. ↑  Wainess, Flint J. (April 1999). 《The Ways and Means of national health care reform, 1974 and beyond》. 《Journal of Health Politics, Policy and Law》 24. 305–333쪽. doi:10.1215/03616878-24-2-305. ISSN 0361-6878. OCLC 2115780. PMID 10321359.
83. ↑  Douglas Brinkley, Silent Spring Revolution: John F. Kennedy, Rachel Carson, Lyndon Johnson, Richard Nixon, and the Great Environmental Awakening (2022) excerpt
84. 1 2  Patterson, 725–728쪽.
85. ↑  Brian Czech, and Paul R. Krausman. The endangered species act: history, conservation biology, and public policy (JHU Press, 2001).
86. ↑  Stephen Macekura,  "The limits of the global community: the Nixon administration and global environmental politics." Cold War History 11.4 (2011): 489–518.
87. ↑  Russell E. Train, "The environmental record of the Nixon administration." Presidential Studies Quarterly 26.1 (1996): 185–196.
88. ↑  J. Brooks Flippen,  "Richard Nixon, Russell Train, and the birth of modern American environmental diplomacy." Diplomatic History 32.4 (2008): 613–638.
89. ↑  Byron Daines and Glenn Sussman , White House politics and the Environment (2010) page v.
90. ↑  Aitken, 396쪽.
91. 1 2 3  Campbell, Ballard C. (2008). 《Disasters, Accidents, and Crises in American History: A Reference Guide to the Nation's Most Catastrophic Events》. New York: Infobase Publishing. 348–351쪽. ISBN 978-0-8160-6603-2.
92. ↑  LABOR LOOKS AT CONGRESS 1973 An AFL-CIO Legislative Report
93. ↑  1972 ADA voting record
94. ↑  Kosar, Kevin (2015년 10월 21일). “So... this is Nixon's fault?”. 《폴리티코》. 2017년 6월 29일에 확인함.
95. ↑  Boger, 6쪽.
96. ↑  Small 1999, 162–164쪽.
97. ↑  Parmet, 595–597, 603쪽.
98. ↑  Small 1999, 172–173쪽.
99. ↑  Small 1999, 174–175쪽.
100. ↑  Delaney, Paul (1970년 7월 20일). “Nixon Plan for Negro Construction Jobs Is Lagging”. 《The New York Times》.
101. ↑  Small 1999, 175–176쪽.
102. ↑  Small 1999, 165–166쪽.
103. ↑  Dean J. Kotlowski, "Nixon's southern strategy revisited." Journal of Policy History 10.2 (1998): 207–238. online
104. ↑  Lunch, William L.; Sperlich, Peter W. (1979년 3월 1일). 《American Public Opinion and the War in Vietnam》. 《Western Political Quarterly》 32. 21–44쪽. doi:10.1177/106591297903200104. S2CID 153640299.
105. ↑  Patterson, 753쪽.
106. ↑  Baskir, Lawrence M.; Strauss, William A. (1987). 《Chance and Circumstance: The Draft, the War, and the Vietnam Generation》. New York: Alfred A. Knopf. 174–175쪽. ISBN 978-0-394-41275-7..
107. 1 2  Patterson, 754–755쪽.
108. 1 2  Small 1999, 79–80쪽.
109. 1 2  Small 1999, 158–159쪽.
110. ↑  Small 1999, 160–161쪽.
111. ↑  Parmet, 563쪽.
112. ↑  Handlin, Daniel (2005년 11월 28일). “Just another Apollo? Part two”. The Space Review. 2011년 7월 16일에 확인함.
113. ↑  “The Partnership – ch. 6–11”. 미국 항공우주국. 2011년 7월 16일에 확인함.
114. ↑  Nixon, Richard (1971년 2월 18일). “Special Message to the Congress Proposing a National Health Strategy”. 《Online by Gerhard Peters and John T. Woolley, The American Presidency Project, University of California, Santa Barbara》. 2017년 7월 28일에 원본 문서에서 보존된 문서. 2017년 6월 29일에 확인함.
115. ↑  Russell, Sabin (2016년 9월 21일). “Nixon's War on Cancer: Why it mattered”. Seattle, Washington: 프레드 허친슨 암 연구 센터. 2017년 6월 29일에 확인함.
116. ↑  “History of the National Cancer Institute”. Bethesda, Maryland: National Cancer Institute – National Institutes of Health. 2015년 3월 18일. 2017년 6월 29일에 확인함.
117. ↑  Wailoo, Keith (2001). 《Dying in the City of the Blues: Sickle Cell Anemia and the Politics of Race and Health》. University of North Carolina Press. 165–166쪽. ISBN 978-0-8078-4896-8.
118. ↑  Wailoo, Keith (2017년 3월 2일). 《Sickle Cell Disease — A History of Progress and Peril》. 《New England Journal of Medicine》 376. 805–807쪽. doi:10.1056/NEJMp1700101. PMID 28249142.
119. ↑  Black, 846쪽.
120. ↑  “Postal Reorganization Act Law and Legal Definition”. USLegal. 2017년 6월 26일에 확인함.
121. ↑  Aitken, 397–398쪽.
122. ↑  Tokaji, Daniel P. (2006). 《Intent and Its Alternatives: Defending the New Voting Rights Act》 (PDF). 《Alabama Law Review》 58. 349–375쪽. 2016년 3월 4일에 원본 문서 (PDF)에서 보존된 문서. 2017년 7월 1일에 확인함.
123. ↑  “Old Enough To Fight, Old Enough To Vote”. Yorba Linda, California: Richard Nixon Foundation. 2014년 6월 30일. 2017년 7월 1일에 확인함.
124. ↑  Annenberg Classroom. “Right To Vote At Age 18”. Philadelphia, Pennsylvania: National Constitution Center. 2017년 7월 1일에 확인함.
125. ↑  Frum, 246쪽.
126. ↑  “Richard M. Nixon, Domestic Politics”. 《American Experience》. Public Broadcasting Service. 2012년 5월 23일에 원본 문서에서 보존된 문서. 2012년 5월 11일에 확인함.
127. ↑  Herring 2008, 785–786쪽.
128. 1 2 3  Hanhimäki, Jussi M. "Foreign Policy Overview" in Small 2011, 345–361쪽.
129. ↑  Herring 2008, 789–790쪽.
130. ↑  Small 1999, 32쪽.
131. ↑  Drew, 65쪽.
132. ↑  Black, 572, 1055: "Nixon, so often a pessimist, thought he could end the Vietnam war within a year....He somehow imagined he could partly replicate Eisenhower's peace in Korea."쪽.
133. 1 2  Herring 2008, 765–766쪽.
134. ↑  Black, 569쪽.
135. ↑  Ambrose 1989, 281–283쪽.
136. 1 2  Herring 2008, 766–768쪽.
137. ↑  Small 1999, 83–84쪽.
138. ↑  Black, 591쪽.
139. ↑  Clymer, Kenton (2013). 《The United States and Cambodia, 1969–2000: A Troubled Relationship》. 라우틀리지. 14–16쪽. ISBN 9781134341566.
140. ↑  Owen, Taylor; Kiernan, Ben (October 2006). 《Bombs Over Cambodia》 (PDF). 《The Walrus》. 32–36쪽.Kiernan and Owen later revised their estimate of 2.7 million tons of U.S. bombs dropped on Cambodia down to the previously accepted figure of roughly 500,000 tons: See Kiernan, Ben; Owen, Taylor (2015년 4월 26일). “Making More Enemies than We Kill? Calculating U.S. Bomb Tonnages Dropped on Laos and Cambodia, and Weighing Their Implications”. 《The Asia-Pacific Journal》. 2016년 11월 15일에 확인함.
141. ↑  Herring 2008, 769–770쪽.
142. ↑  Ambrose 1989, 446–448쪽.
143. ↑  Herring 2008, 770쪽.
144. ↑  Small 1999, 86–87쪽.
145. ↑  Small 1999, 88–89쪽.
146. ↑  Herring 2008, 793–794쪽.
147. ↑  Evans, Thomas W. (Summer 1993). 《The All-Volunteer Army After Twenty Years: Recruiting in the Modern Era》 (PDF). 《Army History》. 40–46쪽. PB-20-93-4 (No. 27). 2017년 5월 2일에 원본 문서 (PDF)에서 보존된 문서. 2017년 6월 26일에 확인함.
148. ↑  Herring 2008, 796–797쪽.
149. ↑  Ambrose 1991, 53–55쪽.
150. ↑  Herring 2008, 797쪽.
151. ↑  Ambrose 1991, 473쪽.
152. ↑  Small 1999, 94쪽.
153. ↑  Herring 2008, 802–803쪽.
154. ↑  Herring 2008, 760–761, 765쪽.
155. ↑  Gaddis, 294, 299쪽.
156. ↑  Guan, 61, 69, 77–79쪽.
157. ↑  Zhai, 136쪽.
158. ↑  Nixon, Richard (1985). 《No More Vietnams》. Westminster, Maryland: Arbor House Publishing Company. 105–106쪽. ISBN 978-0-87795-668-6.
159. 1 2  Herring 2008, 775–776쪽.
160. ↑  Small 1999, 118–119쪽.
161. 1 2  Herring 2008, 776–778쪽.
162. ↑  Small 1999, 120–121쪽.
163. ↑  Ambrose 1989, 453쪽.
164. ↑  Herring 2008, 779쪽.
165. ↑  Black, 778쪽.
166. 1 2  《The Nixon Visit》. 《PBS》. PBS. July 17, 2011에 확인함.
167. ↑  Herring 2008, 791–792쪽.
168. ↑  Black, 780–782쪽.
169. ↑  Herring 2008, 791–793쪽.
170. ↑  Dallek, 300쪽.
171. ↑  Herring 2008, 770–773쪽.
172. ↑  Herring 2008, 773–775쪽.
173. ↑  Herring 2008, 794–795쪽.
174. ↑  Small 1999, 113–115쪽.
175. ↑  Black, 963쪽.
176. ↑  Herring 2008, 803–804쪽.
177. ↑  Small 1999, 115–116쪽.
178. ↑  Small 1999, 116–118쪽.
179. ↑  “Foreign Relations, 1969–1976, Volume E-7, Documents on South Asia, 1969–1972”. 미국 국무부. 2009년 10월 20일에 확인함.
180. ↑  “Nixon's dislike of 'witch' Indira”. 《BBC News》. 2005년 6월 29일. 2013년 12월 17일에 확인함.
181. ↑  Perkovich, George (2002). 《India's nuclear bomb: the impact on global proliferation》. University of California Press. ISBN 978-0-520-23210-5.
182. ↑  “Ripples in the nuclear pond”. 《The Deseret News》. 1974년 5월 22일. 2011년 9월 5일에 확인함.
183. ↑  “Richard Nixon's remarks against Indians reflect his 'vulgarity', 'racism', say former diplomats”. 《The Economic Times》. 2020년 9월 5일. 2022년 1월 28일에 확인함.
184. ↑  Ambrose 1989, 379–383쪽.
185. ↑  Kinzer, Stephen (2006). 《Overthrow: America's Century of Regime Change from Hawaii to Iraq》. New York: Times Books. ISBN 978-0-8050-8240-1.
186. ↑  Weiner, Tim (2007). 《Legacy of Ashes: The History of the CIA》. New York: Anchor Books. 361쪽. ISBN 978-0-307-38900-8.
187. ↑  Herring 2008, 787–788쪽.
188. ↑  Naylor, R.T. (2001). 《Economic Warfare Sanctions, Embargo Busting, and Their Human Cost》. Northeastern University Press. 1쪽.
189. ↑  Herring 2008, 788쪽.
190. ↑  Kornbluh, Peter (2003). 《The Pinochet File: A Declassified Dossier on Atrocity and Accountability》. New York: The New Press. ISBN 978-1-56584-936-5.
191. ↑  Black, 921쪽.
192. ↑  Black, 920–921쪽.
193. ↑  Herring 2008, 787–789쪽.
194. ↑  Treaty of the Swan Islands UN
195. ↑  《United States Treaties and Other International Agreements》 (스페인어) 23. Department of State. 1972. 2648쪽.
196. ↑  Herring 2008, 799–801쪽.
197. ↑  Herring 2008, 804–807쪽.
198. ↑  Small 1999, 138쪽.
199. ↑  Black, 923–928쪽.
200. ↑  Ambrose 1991, 311쪽.
201. ↑  Herring 2008, 779–781쪽.
202. ↑  “Travels of President Richard M. Nixon”. U.S. Department of State Office of the Historian.
203. ↑  National Research Council (U.S.); Royal Society of Canada (1985). 《The Great Lakes Water Quality Agreement: an evolving instrument for ecosystem management》. Washington, D.C.: National Academy Press. 22쪽.
204. ↑  Small 1999, 246쪽.
205. ↑  Black, 795쪽.
206. ↑  “A New Majority for Four More Years?”. 《타임》. 100권 10호. 1972년 9월 4일. 2009년 1월 14일에 원본 문서에서 보존된 문서. 2017년 6월 22일에 확인함.
207. ↑  Black, 617쪽.
208. ↑  Small 1999, 251쪽.
209. ↑  Small 1999, 247–248쪽.
210. ↑  Patterson, 759쪽.
211. 1 2  Small 1999, 253–254쪽.
212. ↑  Small 1999, 258–259쪽.
213. ↑  Patterson, 760–761쪽.
214. ↑  White, 123쪽.
215. ↑  “Behavior: Evaluating Eagleton”. 《타임》. 100권 7호. 1972년 8월 14일. 2008년 1월 2일에 원본 문서에서 보존된 문서. 2011년 7월 23일에 확인함.
216. ↑  Small 1999, 259쪽.
217. ↑  Small 1999, 260쪽.
218. ↑  Small 1999, 246–247쪽.
219. ↑  Small 1999, 263–265쪽.
220. ↑  Parmet, 629쪽.
221. ↑  Small 1999, 267쪽.
222. ↑  Small 1999, 243–244쪽.
223. ↑  Patterson, 756–757쪽.
224. ↑  Leuchtenburg, 514–515쪽.
225. 1 2  Patterson, 772–773쪽.
226. ↑  Small 1999, 254–255쪽.
227. ↑  Small 1999, 255–256쪽.
228. ↑  Small 1999, 260–261쪽.
229. ↑  Patterson, 772쪽.
230. ↑  Small 1999, 276–278쪽.
231. 1 2 3  Small 1999, 279–280쪽.
232. ↑  Small 1999, 273쪽.
233. ↑  Small 1999, 286쪽.
234. ↑  Small 1999, 282–284쪽.
235. ↑  Small 1999, 282쪽.
236. ↑  Flannagan, Richard M.; Konig, Louis W. (1970). 〈Watergate〉.   Kutler, Stanley I. 《Dictionary of American History》 8 3판. 찰스 스크라이브너의 아들들. 425–428쪽. ISBN 978-0684805337. 2016년 12월 22일에 원본 문서에서 보존된 문서. 2016년 11월 26일에 확인함.
237. ↑  Small 1999, 285–287쪽.
238. ↑  Small 1999, 289–290쪽.
239. 1 2 3  “Watergate and the White House: The 'Third-rate Burglary' That Toppled a President”. 《U.S. News & World Report》. 2014년 8월 8일 [This article originally appeared on August 19, 1974]. 2017년 6월 23일에 확인함.
240. 1 2  “The Government Acts”. 《워싱턴 포스트》. The Watergate Story. 2011년 7월 16일에 확인함.
241. ↑  Aitken, 511–512쪽.
242. ↑  Frum, 26쪽.
243. ↑  Kilpatrick, Carroll (1973년 11월 18일). “Nixon tells editors, 'I'm not a crook'”. 《The Washington Post》. 2011년 7월 17일에 확인함.
244. ↑  Angley, Natalie (2015년 8월 17일). “TIME magazine's take on Watergate in the '70s”. CNN.
245. ↑  Ambrose 1991, 394–395쪽.
246. ↑  Ambrose 1991, 414–416쪽.
247. ↑  Berbers, John (1974년 8월 8일). “'Gloomy' Picture”. 《뉴욕 타임스》. 1면. 2019년 12월 11일에 확인함.
248. ↑  Black, 978쪽.
249. 1 2 3  Klein, Christopher (2014년 8월 8일). “The Last Hours of the Nixon Presidency, 40 Years Ago”. 《History in the Headlines》. New York: A&E 네트웍스. 2017년 6월 22일에 확인함.
250. ↑  Cannon, James (2013). 《Gerald R. Ford: An Honorable Life》. Ann Arbor: The University of Michigan Press. 7쪽. ISBN 978-0-472-11604-1.
251. ↑  Ambrose 1991, 435–436쪽.
252. ↑  Herbers.
253. ↑  Black, 983쪽.
254. ↑  Ambrose 1991, 437쪽.
255. ↑  Small 1999, 297쪽.
256. ↑  Herbers, John (1974년 9월 9일). “Ford Grants Nixon Pardon for Any Crimes in Office”. The Learning Network: On This Day. 《뉴욕 타임스》. 2017년 6월 23일에 확인함.
257. ↑  “Ford Pardons Nixon”. 《1974 Year in Review》. UPI. 2016년 12월 22일에 확인함.
258. ↑  “Nixon Pardon Defined Ford Presidency - CBS News”. 《www.cbsnews.com》 (미국 영어). 2006년 12월 27일. 2024년 1월 5일에 확인함.
259. ↑  Ambrose 1991, 592쪽.
260. ↑  Sperling, Godfrey (2005년 6월 14일). “Rating our presidents”. 《The Christian Science Monitor》. 2021년 4월 3일에 확인함.
261. ↑  Sunstein, Cass R. (2017년 9월 20일). “Impeachment, American Style”. 《더 뉴요커》. 2018년 3월 5일에 확인함.
262. 1 2  Small 1999, 309쪽.
263. ↑  Hughes, Ken (2016년 10월 4일). “Richard Nixon: Impact and Legay”. Charlottesville, Virginia: Miller Center of Public Affairs, University of Virginia. 2018년 3월 6일에 확인함.
264. ↑  Patterson, 719쪽.
265. ↑  Leuchtenburg, 535쪽.
266. ↑  Olson, Keith W. (2011). 〈Watergate〉.   Small, Melvin. 《A Companion to Richard M. Nixon》. Hoboken, NJ: Wiley Blackwell. 481–496쪽.
267. ↑  Zeitz, Joshua (2024년 9월 1일). “When Richard Nixon Wrecked the Economy”. 폴리티코.
268. ↑  “Remember When Richard Nixon Was the Most Corrupt President Futurama Could Imagine?”. 《Paste Magazine》 (미국 영어). 2024년 1월 5일에 확인함.

### 참고 문헌
- Aitken, Jonathan (1996). 《Nixon: A Life》. Washington, D.C.: Regnery Publishing. ISBN 978-0-89526-720-7.
- Ambrose, Stephen E. (1989). 《Nixon: The Triumph of a Politician 1962–1972》 II. New York: Simon & Schuster. ISBN 978-0-671-72506-8.
- Ambrose, Stephen E. (1991). 《Nixon: Ruin and Recovery 1973–1990》 III. New York: Simon & Schuster. ISBN 978-0-671-69188-2.
- Black, Conrad (2007). 《Richard M. Nixon: A Life in Full》. New York: PublicAffairs Books. ISBN 978-1-58648-519-1.
- Boger, John Charles (2005). 《School Resegregation: Must the South Turn Back?》. Chapel Hill, N.C.: University of North Carolina Press. ISBN 978-0-8078-5613-0.
- Dallek, Robert (2007). 《Nixon and Kissinger: Partners in Power》. New York: HarperCollins. ISBN 978-0-06-072230-2.
- Drew, Elizabeth (2007). 《Richard M. Nixon》. The American Presidents Series. New York: Times Books. ISBN 978-0-8050-6963-1.
- Evans, Rowland; Novak, Robert (1971). 《Nixon in the White House: The Frustration of Power》. New York: Random House. ISBN 978-0-394-46273-8.
- Frum, David (2000). 《How We Got Here: The '70s》. New York: Basic Books. ISBN 978-0-465-04195-4.
- Gaddis, John Lewis (1982). 《Strategies of Containment: A Critical Appraisal of Postwar American National Security Policy》. Oxford: Oxford University Press. ISBN 978-0-19-503097-6.
- Guan, Ang Cheng (2003). 《Ending the Vietnam War: The Vietnamese Communists' Perspective》. Florence, Kentucky: RoutledgeCurzon. ISBN 978-0-415-40619-2.
- Herring, George C. (2008). 《From Colony to Superpower; U.S. Foreign Relations Since 1776》. Oxford University Press. ISBN 978-0-19-507822-0.
- Hetzel, Robert L. (2008). 《The Monetary Policy of the Federal Reserve》. New York: Cambridge University Press. ISBN 978-0-521-88132-6.
- Leuchtenburg, William (2015). 《The American President: From Teddy Roosevelt to Bill Clinton》. Oxford University Press.
- Parmet, Herbert S. (1990). 《Richard Nixon and His America》. Boston: Little, Brown & Co. ISBN 978-0-316-69232-8.
- Patterson, James T. (1996). 《Grand Expectations: The United States, 1945–1974》. Oxford University Press. ISBN 978-0195117974.
- Schulzinger, Robert D. (2003). 《A Companion to American Foreign Relations》. Oxford: Blackwell Publishing. ISBN 978-1-4051-4986-0.
- Small, Melvin, 편집. (2011). 《A Companion to Richard M. Nixon》. Oxford: Wiley-Blackwell. ISBN 978-1-4443-3017-5.
- Small, Melvin (1999). 《The Presidency of Richard Nixon》. University Press of Kansas. ISBN 978-0-7006-0973-4.
- White, Theodore H. (1973). 《The Making of the President 1972》. New York: Antheneum. ISBN 978-0-689-10553-1.
- Zhai, Qiang (2000). 《China and the Vietnam Wars, 1950–1975》. Chapel Hill, N.C.: University of North Carolina Press. ISBN 978-0-8078-4842-5.

## 더 읽어보기
- Brinkley, Douglas. Silent Spring Revolution: John F. Kennedy, Rachel Carson, Lyndon Johnson, Richard Nixon, and the Great Environmental Awakening (2022) excerpt
- Bryce, Emma. "America’s Greenest Presidents' New York Times Sept 20, 2012; a  poll of scholars ranks Theodore Roosevelt as #1 followed by Nixon, Carter, Obama, Jefferson, Ford, FDR, and Clinton online
- Burke, Vincent J. Nixon's Good Deed: Welfare Reform (1974)
- Daynes,  Byron W. and Glen Sussman. White House Politics and the Environment: Franklin D. Roosevelt to George W. Bush (Texas A&M UP, 2010) online
- Farrell, John A. (2017). 《Richard Nixon: The Life》. New York: Doubleday. ISBN 9780385537353.
- Flippen, J. Brooks. "Richard Nixon, Russell Train, and the birth of modern American environmental diplomacy." Diplomatic History 32.4 (2008): 613–638.
- Flippen, J. Brooks. Nixon and the Environment (2000) online
- Glad, Betty, and Michael W. Link. "President Nixon's inner circle of advisers." Presidential Studies Quarterly 26.1 (1996): 13–40. online
- Graff, Henry F., ed. The Presidents: A Reference History (3rd ed. 2002)
- Holzer, Harold. The Presidents Vs. the Press: The Endless Battle Between the White House and the Media—from the Founding Fathers to Fake News (Dutton, 2020) pp. 252–286.  online
- Kimball, Jeffrey.  Nixon's Vietnam War (1998)
- Litwak, Robert S. (1986). 《Détente and the Nixon Doctrine: American Foreign Policy and the Pursuit of Stability, 1969–1976》. LSE Monographs in International Studies. Cambridge University Press. ISBN 978-0521338349.
- Logevall,  Fredrik, and Andrew Preston, eds. Nixon in the World: American Foreign Relations, 1969-1977 (2008)
- “The President”. 《The Life》. Richard Nixon Presidential Library and Museum. 2018년 2월 14일에 원본 문서에서 보존된 문서. 2017년 6월 29일에 확인함.
- Perlstein, Richard (2008). 《Nixonland: The Rise of a President and the Fracturing of America》. New York: Scribner. ISBN 978-0-7432-4302-5.
- Reeves, Richard (2001). 《President Nixon: Alone in the White House》. New York: Simon & Schuster. ISBN 978-0-684-80231-2.
- Reston, James. The Lone Star: The Life of John Connally (1989) online, a standard biography
- Safire, William (2005) [1975]. 《Before The Fall: An Insider View of the Pre-Watergate White House, with a 2005 Preface by the Author》. Transaction Publishers. ISBN 978-1-4128-0466-0. Originally published: Garden City, N.Y.: Doubleday, 1975 (new material 2005)
- Schoenebaum, Eleanora. Political Profiles: The Nixon/Ford years (1979) online, short biographies of over 500 political and national leaders.
- Thomas, Evan (2015). 《Being Nixon: A Man Divided》. New York: Random House. ISBN 9780812995367. OCLC 904756092.
- Thornton, Richard C. The Nixon-Kissinger Years: Reshaping America's Foreign Policy (2001)
- Woodward, 밥 우드워드; 칼 번스틴, 칼 번스틴 (1974). 《모두가 대통령의 사람들》. Simon & Schuster. ISBN 978-0671894412.

### 주요 출처
- Connally, John with Mickey Herskowitz. In History's Shadow: An American Odyssey (Hyperion, 1993), autobiography.
- Nixon, 리처드 닉슨 (1978). 《RN: The Memoirs of Richard Nixon》. Simon & Schuster. ISBN 978-0-671-70741-5. online.